# Dassault Mirage 2000
Le Mirage 2000 est un avion de chasse conçu par la société française Dassault Aviation, à la fin des années 1970. Bien que la formule à ailes delta fasse penser au Mirage III des années 1960 et que le Mirage 2000 soit de taille comparable, il s'agit en fait d'un avion entièrement nouveau, avec une surface alaire plus importante, naturellement instable pour améliorer sa manœuvrabilité et équipé de commandes de vol électriques. Mis en service en 1984, le Mirage 2000 est principalement utilisé par l'Armée de l'air française qui en a reçu 315 exemplaires, tandis que 286 autres ont été exportés vers huit pays différents.

## Conception
En 1972, l'Armée de l'air française lance le programme Avion de combat futur (ACF) pour lequel elle demande un avion biréacteur doté de Snecma M53 et avec une aile fixe, destiné à des missions de supériorité aérienne. Tout en préparant une réponse à cet appel d'offres, le constructeur Dassault Aviation lance dès l'année suivante, sur fonds propres, l'étude d'un avion monoréacteur à ailes delta baptisé « Delta 2000 ». Le 12 décembre 1975, le programme ACF est arrêté, pour des questions de coûts, et le gouvernement décide d'adopter à la place le projet du Delta 2000.

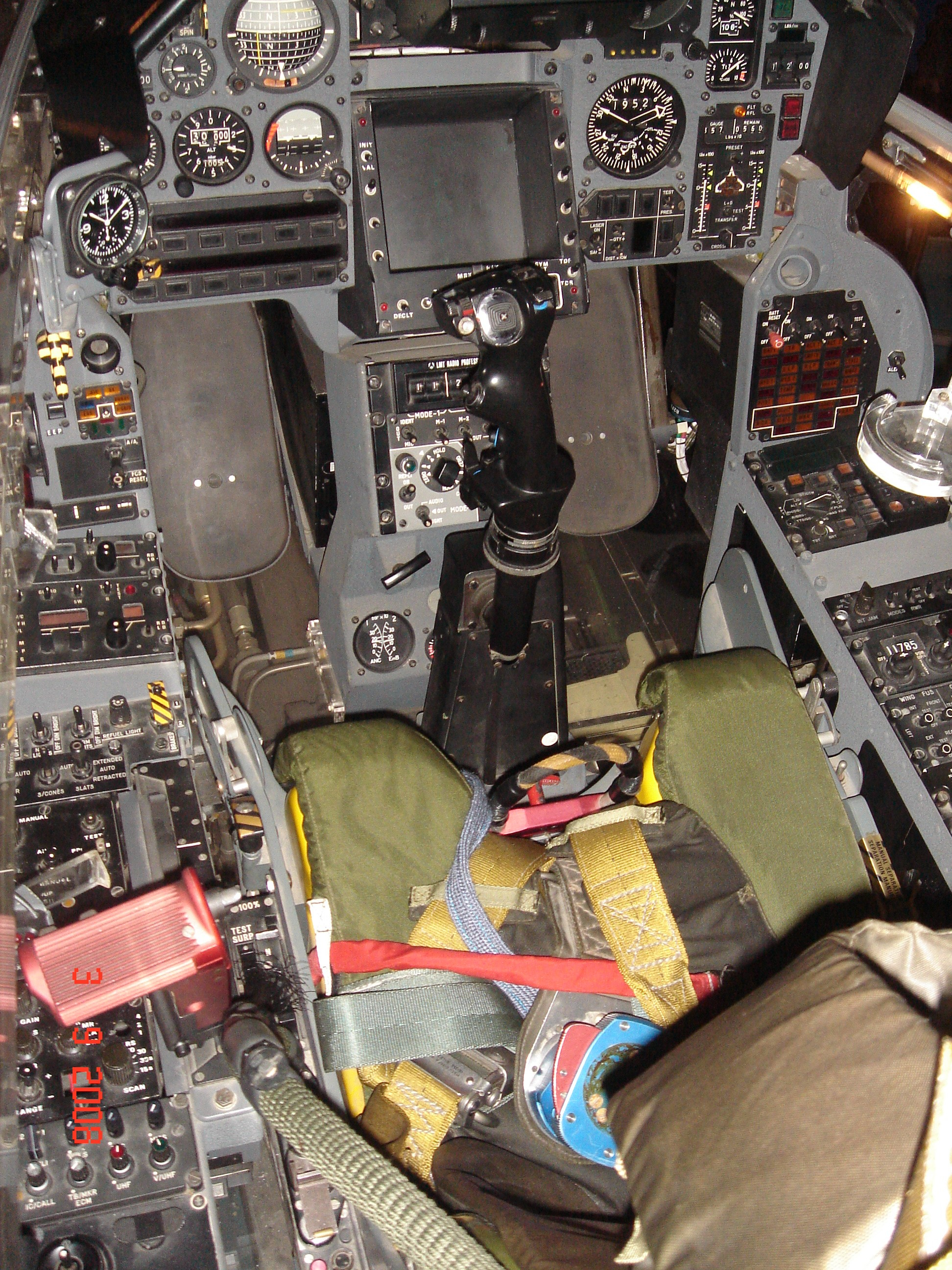
Cockpit du Mirage 2000.

Quatre prototypes d'un avion de chasse monoplace (Mirage 2000C) sont commandés officiellement en 1976 :
- Le Mirage 2000-01 fait son vol inaugural le 10 mars 1978, piloté par Jean Coureau. À l'issue des premiers vols d'essai, plusieurs modifications s'avèrent nécessaires afin d'améliorer l'aérodynamisme de l'avion, la plus visible étant la modification de la dérive. L'avion est transféré au CEV le 23 mai 1980 et restera utilisé pour différents essais jusqu'en 1988[1]. Il est exposé depuis 1992 dans la salle des prototypes du Musée de l'Air et de l'Espace[2].

- Le Mirage 2000-02 fait son vol inaugural le 18 septembre 1978, avec diverses modifications et équipements supplémentaires. Il doit notamment réaliser les essais d'emport et de tir ou largage des charges externes, et commencer les tests de ravitaillement en vol. L'avion est transféré au CEV le 29 avril 1980. À la fin d'un vol d'essai, le 9 mai 1984, un problème de carburant provoque l'extinction du moteur et le pilote doit s'éjecter. Le prototype est totalement détruit lors du crash[3].

- Le Mirage 2000-03 fait son vol inaugural le 26 avril 1979 afin de réaliser les essais du Radar Doppler Multimodes (RDM) et des différents systèmes embarqués (navigation, attaque, etc..). Transféré au CEV le 28 février 1980, il participera à divers essais jusqu'à son dernier vol en 1988[4].

- Le Mirage 2000-04 fait son vol inaugural le 12 mai 1980, avec le système d'armes complet. Transféré au CEV le 23 avril 1981, il participera à divers essais jusqu'au début des années 1990.

Une version biplace (Mirage 2000B), destinée à l'entrainement mais devant garder toutes les capacités opérationnelles, est demandée dès 1977. Pour installer le second poste de pilotage, les canons de calibre 30 mm et certains équipements électroniques sont supprimés, tandis que la capacité interne en carburant est légèrement réduite. Destiné à l'instructeur, le poste arrière lui permet de surveiller les actions de l'élève installé en place avant et de piloter l'appareil en cas de besoin. Certaines actions, par exemple la sélection des armements, ne sont cependant possibles qu'en place avant. Dans le cas d'une utilisation opérationnelle, un seul pilote est installé en place avant et les équipements électroniques manquants sont installés dans le poste arrière - sans avoir à démonter le siège.
Le prototype Mirage 2000-B01 fait son premier vol le 11 octobre 1980, et est transféré au CEV le 15 avril 1981. Il participe à de nombreux essais, notamment pour valider la formule biplace et l'emport du missile ASMP ; puis plus tard afin de tester les équipements destinés au Mirage 2000-5. L'avion est retiré du service en 1996.
Dès 1979, l'Armée de l'air française avait commandé une version biplace destinée d'une part, à la pénétration tout-temps à basse altitude avec le missile nucléaire ASMP (alors en développement) et, d'autre part, aux missions d'attaque au sol et bombardement classique. Désignée « Mirage 2000N », cette version dispose d'un système de navigation et d'attaque (SNA) basé sur le radar Antilope V, doté d'un mode suivi de terrain (SDT) qui permet la détection du terrain dans le plan vertical à 12 km et le vol en mode automatique ou manuel à 200 pieds (60 m) d'altitude et 600 nœuds (1 110 km/h).
Sur le plan structurel, la voilure du Mirage 2000N est quasiment identique à celle des Mirage 2000C/2000B, et le fuselage est directement dérivé de celui du Mirage 2000B avec des différences d'aménagement interne liées aux équipements spécifiques embarqués. Le poste de pilotage arrière est occupé par un navigateur officier systèmes d'armes (NOSA, équivalent du Warfare Systems Officer des pays anglophones), qui dispose néanmoins des commandes lui permettant de piloter l'avion.
Le premier prototype Mirage 2000 N01 fait son vol inaugural le 3 février 1983 et effectue de nombreux essais pour valider les différences avec le Mirage 2000B, l'emport et le largage d'armements, ainsi que le SNA et le SDT. L'avion vole jusqu'en mars 1990, et sera réutilisé par la suite pour les essais du Mirage 2000D (voir ci-dessous).
Le second prototype Mirage 2000 N02 fait son vol inaugural le 21 septembre 1983 : les souris d'entrée d'air sont désormais fixes (limitant la vitesse à Mach 1,5), tandis que les systèmes de CME et d'autoprotection sont améliorés. Destiné à valider les procédures spécifiques d'emploi du missile ASMP, l'avion vole jusqu'à fin avril 1990 et sera lui aussi ré-utilisé par la suite pour les essais du Mirage 2000D (voir ci-dessous).
À la fin des années 1980, l'armée de l'Air française lance le développement d'une version capable de larguer des bombes guidées laser et des missiles air-sol par tous les temps, tout en conservant la capacité ASMP. Désignée « Mirage 2000D », cette version est dérivée du Mirage 2000N avec des systèmes de navigation,  d'attaque, et de suivi de terrain améliorés, des modifications de capteurs et d'antennes, un renforcement de la structure afin d'emporter des charges plus lourdes, et l'ajout d'un lance-leurres sur le dos. L'avion est également capable d'embarquer des nacelles de désignation laser.
Le premier prototype Mirage 2000 D01 (ex-Mirage 2000 N01 modifié) fait son vol inaugural le 19 février 1991 pour commencer la validation des nouveaux systèmes embarqués. Il est suivi un an plus tard par le second prototype Mirage 2000 D02 (ex-Mirage 2000 N02 modifié, premier vol le 24 février 1992).
L'expérience opérationnelle fait apparaître le besoin d'un plus grand emport en carburant et d'une plus grande capacité en mode air-air. À la suite d'un nouvel appel d'offres de la DGA, 37 Mirage 2000 C sont transformés en Mirage 2000-5. Cette nouvelle version intègre de nouvelles technologies et des fonctionnalités souvent dérivées de celles du Rafale, principalement le radar RDY multifonction capable de détecter 24 cibles simultanément et de suivre huit cibles dont quatre en mode prioritaire, avec une capacité de détection en mode air-air portée à 130 km contre 120 km pour le RDI (110 km pour le RDM), l'ajout de quatre points d'emport MICA qui permettent de tirer jusqu'à six missiles en mode « tire et oublie », sans avoir recours à la liaison de données. Le Mirage 2000-5 est optimisé pour les opérations d'interception à haute altitude et à des vitesses supersoniques (Mach 2,2 à 15 000 m), avec son moteur Snecma M53-P2, sa masse maximum au décollage est portée de 16,5 à 17,5 tonnes. Le Mirage 2000-5 possède un système interne et intégré de contremesures électroniques, comprenant un détecteur de menaces avec des lance-leurres électromagnétiques ou infrarouges.
Cette rénovation a aussi permis de récupérer les 37 radars RDI remplacés par le RDY et de remettre à niveau les 37 Mirage 2000C qui avaient été livrés avec le radar RDM.
Deux versions légèrement différentes, appelées « Mirage 2000-5 Mk.2 » et « Mirage 2000-9 », dotées de capacités multirôles (possibilité de configuration mixte air-air/air-surface), ont été dérivées du Mirage 2000-5 et commandées par la Grèce et les Émirats arabes unis (EAU) respectivement.

## Mise en service
Le premier Mirage 2000C de série fait son vol inaugural le 20 novembre 1982, équipé du réacteur M53-5 et d'un radar RDM. Les livraisons à l'Armée de l'air française commencent début 1983 et, en décembre de cette même année, pilotes et mécaniciens de l'escadron de chasse 1/2 Cigognes commencent leur formation. Le 2 juillet 1984, jour du cinquantième anniversaire de la création de l’Armée de l’air, huit Mirage 2000C et quatre Mirage 2000B effectuent leur transfert officiel vers leur base d'origine, la base aérienne 102 Dijon-Longvic. Les deux autres unités de la 2e escadre de chasse sont déclarées opérationnelles en juillet 1985 (EC 3/2 Alsace) et juin 1986 (ECT 2/2 Côte d'Or).
Le premier Mirage 2000N de série fait son vol inaugural le 3 mars 1986, capable seulement de missions nucléaires ASMP limitées. Les livraisons à l'Armée de l'air française commencent début 1987 et, en septembre de cette même année, pilotes et mécaniciens de l'escadron de chasse 1/4 Dauphiné commencent leur formation. Le 30 mars 1988, les premiers Mirage 2000N rejoignent leur base d'origine, la base aérienne 116 Luxeuil-Saint Sauveur. Les premiers escadrons sont déclarés opérationnels en juillet 1988 (escadron de chasse 1/4 Dauphiné) et juillet 1989 (escadron de chasse 2/4 La Fayette).
Le premier Mirage 2000D de série fait son vol inaugural le 31 mars 1993 et l'escadron de chasse 1/3 Navarre est déclaré opérationnel fin 1993, suivi par l'escadron de chasse 3/3 Ardennes mi-1994.

## Versions

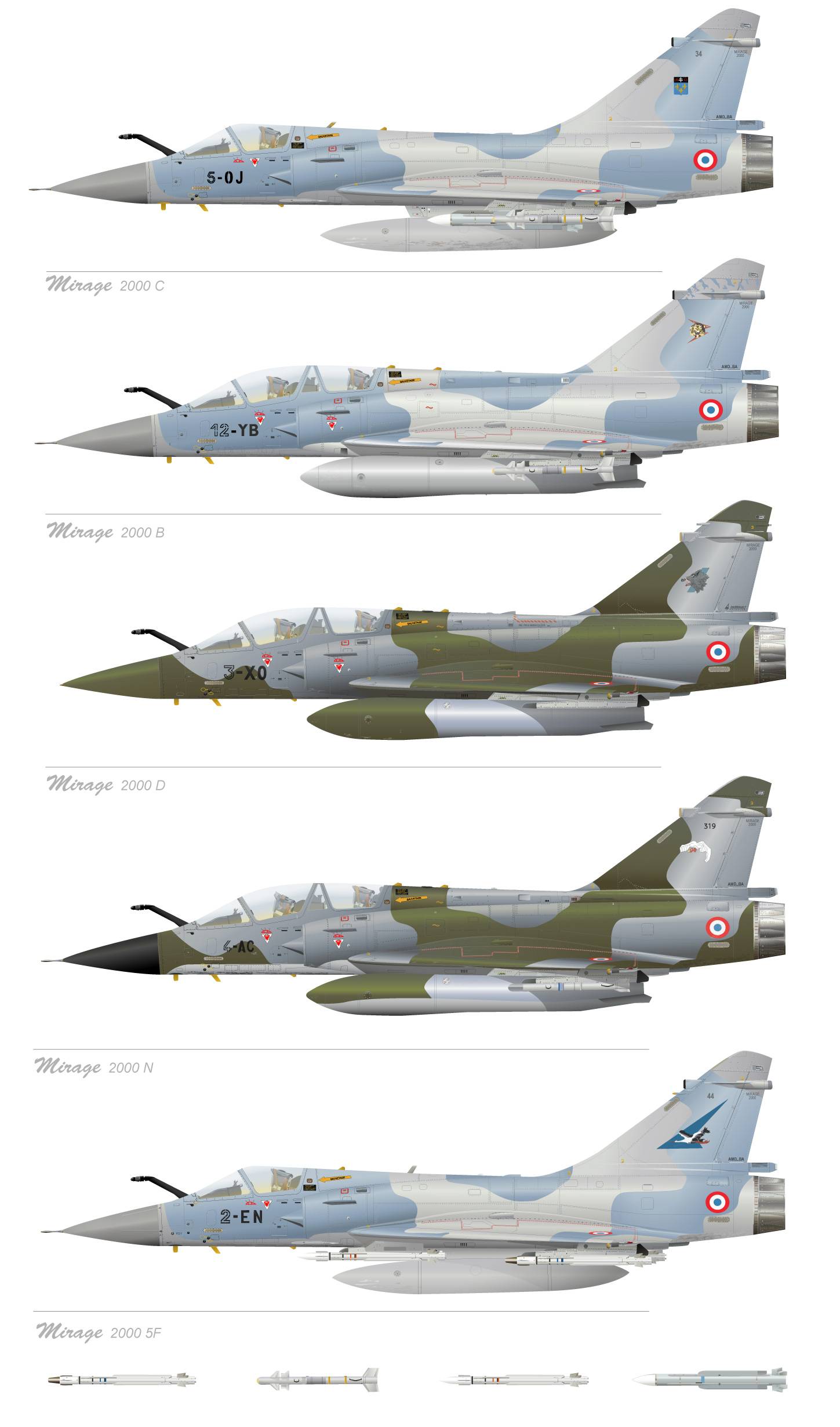
Mirage 2000 C/B/D/N/-5 Armée de l'air.

À l'origine développé pour être un avion d'interception et de supériorité aérienne, le Mirage 2000 a été ensuite commercialisé en différentes versions :

### Mirage 2000B
Version biplace d'entraînement.
- Mirage 2000B S3, nos 501 à 514 : 14 biplaces équipés de radars RDM, de moteurs M53-5 et armés de missiles air-air R550 Magic II, de missiles air-air Super 530F ;
- Mirage 2000B S4, nos 515 à 520 : 6 biplaces équipés de radars RDI J1-1 et de moteurs M53-5 ;
- Mirage 2000B S4-2, nos 521 à 522 : 2 biplaces équipés de radars RDI J2-4 et de moteurs M53-5 (no 521) et M53-P2 (no 522) ;
- Mirage 2000B S5, nos 523 à 530 : 8 biplaces équipés de radars RDI J3-13 et de moteurs M53-P2.

Le premier Mirage 2000B de série (n° 501) a été livré au CEV en novembre 1983, où il a été utilisé pendant 40 ans pour des essais de systèmes embarqués destinés au Mirage 2000C puis au Rafale. Il était équipé d'un réservoir ventral de Mirage III modifié pour emporter non plus du carburant mais des équipements de mesure, et a reçu un réacteur M53-P2 en 2009. Cet avion a fait son dernier vol le 7 novembre 2023.
En France, les 7 derniers Mirage 2000B S5 encore en service sont stationnés sur la base aérienne de Nancy-Ochey depuis l'été 2022.

### Mirage 2000C
Version monoplace utilisée pour la défense aérienne et entrée en service en juillet 1984 à l'escadron de chasse 1/2 Cigognes de la base aérienne 102 Dijon-Longvic. Appareils RDI S5 encore en service pouvant, depuis 2016, embarquer quatre bombes. Ils sont stationnés sur la base aérienne d'Orange-Caritat. L'escadron de chasse 2/5 Île-de-France opèrent les 12 derniers Mirage 2000C qui sont retirés du service le 23 juin 2022. 4 appareils effectuent le dernier défilé du Mirage 2000C le 14 juillet 2022 :
- Mirage 2000C (RDM) : version intérimaire équipée du radar RDM (le radar RDI prévu n'était pas encore disponible) et du moteur M53-5 ;
  - Mirage 2000C S1, nos 1 à 15 : équipés de radar RDM et armés de 2 missiles air-air Matra R550 Magic puis Magic II (à partir de 1985) en externe voilure (Magic II jusqu'à l'apparition du MICA pour les 2000-5 et plus tard sur les 2000D modifiés) et de 2 canons DEFA de 30 mm (pour tous les monoplaces : 2 canons types 30-550-F4, avec une cadence de tir nominale de 1800 à 2000 coups/min et cadence lente possible de 1150 à 1300 coups /min, 125 cartouches lovées dans un caisson pour chaque arme) ;
  - Mirage 2000C S2, nos 16 à 19 : équipés de radars RDM à capacité « look down » (détection vers le bas) améliorée ;
  - Mirage 2000C S3, nos 20 à 37 : capables de tirer également des missiles air-air Super 530F ;
- Mirage 2000C (RDI) : version « définitive » équipée du radar RDI et du moteur M53-P2 à double flux et postcombustion ;
  - Mirage 2000C S4 : nos 38 à 48, équipés de radars RDI J1-1 et capables de tirer des missiles air-air Super 530D ;
  - Mirage 2000C S4-1 : nos 49 à 63, radars RDI J1-2 ;
  - Mirage 2000C S4-2 : nos 64 à 74, radars RDI J2-4 ;
  - Mirage 2000C S4-2A : passage au standard des Mirage 2000C S4, S4-1 et S4-2 avec un radar RDI J2-5 ;
  - Mirage 2000C S5 : nos 75 à 124, radars RDI J3-13 ;
  - Mirage 2000C S5-2C : Mirage 2000C S-5 mis à jour avec de nouveaux équipements ECCM (en) (contre contre-mesures électroniques).

### Mirage 2000-5
Version monoplace d'abord uniquement destinée à l'exportation, l'Armée de l'air prend ensuite la décision de porter un certain nombre de ses Mirage 2000C à la norme 2000-5, et rentre ainsi dans le « club des Fox 3 ». Il dispose d'une avionique profondément rénovée, avec notamment un radar RDY (Radar Doppler Y), d'un viseur tête haute Thomson-CSF VEH-320, de commandes mains sur manche et manette (en anglais : hands on throttle and stick ou HOTAS) et de contre-mesures intégrées ICMS Mk.II. Les Super 530D sont remplacés par 4 MICA EM (missile d'interception et de combat aérien), plus petits et plus modernes, adaptés à l'utilisation en défense aérienne.
- Mirage 2000-5F : version du Mirage 2000-5 destinée à la France ; ces appareils, entrés en service en avril 1998 à l'escadron de chasse 1/2 Cigognes de la base aérienne 102 Dijon-Longvic, sont depuis l'été 2011 stationnés sur la base aérienne 116 Luxeuil-Saint Sauveur :
  - Mirage 2000-5F SF1 : 37 Mirage 2000C S4-2A et S-5 mis au standard « -5 » (Les RDI J2-5 remplacent les RDM), 26 en service en décembre 2022[15] ;
  - Mirage 2000-5F SF1-C : Mirage 2000-5F SF1 équipés de nouvelles fonctionnalités RDY ;
  - Mirage 2000-5F SF1-IR : Mirage 2000-5F SF1C avec la double capacité MICA-EM et MICA-IR ;
  - Mirage 2000-5F Vi : Intégration de la liaison 16, permettant la transmission de données sécurisées sur le théâtre de guerre entre appareils de l'OTAN ; modules interchangeables entre les avions.
- Mirage 2000-5 Mk2 : version polyvalente, dont le RDY dispose de deux nouveaux modes antinavires permettant le tir de missiles AM39 Exocet, et d'un nouveau système de contre-mesures ICMS Mk.III. Cette version est basée sur un nouveau cœur système : l'EMTI développé par Thales et de nouvelles visualisations.

### Mirage 2000-9
Version totalement polyvalente avec radar RDY-2 (15 % de portée supplémentaire comparée au RDY), EMTI (Ensemble Modulaire de Traitement de l'Information), nacelle de désignation laser, vendue aux Émirats arabes unis. Cette version est capable de missions air-air avec des capacités proches des 2000-5, air-sol avec des missiles Black Shaheen (version du SCALP-EG spécifique aux EAU) et air-surface avec missiles Exocet, le tout avec ravitaillement en vol. L’avion est aussi doté du mode de visualisation des cibles mobiles pour le suivi de véhicules au sol, et un mode air-mer.
La France livre aux EAU soixante-deux Mirage 2000-9 entre 1998 et 2009. Un projet de modernisation des appareils, par Dassault Aviation et Thales, est annoncé en 2017,,. Le contrat de modernisation est finalement signé en novembre 2019.
Des Mirage 2000-9 sont utilisés par les EAU pendant la guerre du Yémen,,.

### Mirage 2000N
Version spécialisée dans la frappe nucléaire en service de 1988 à 2018, emportant le missile Air-sol moyenne portée amélioré (ASMP-A) pour le 2000 NK3 (les 2000 NK1 et NK2 emportaient l'ASMP d'origine), désormais remplacée par le Rafale dans ce rôle. Les 2000 NK2 et NK3 pouvaient emporter de l'armement conventionnel comme des bombes ou des lance-roquettes (les 2000 NK1 ne transportaient que des bombes nucléaires à l'origine avec un missile ASMP). Tous les 2000 N pouvaient emporter deux missiles Magic d'autodéfense, ils n'avaient pas de canons de 30 mm (comme tous les 2000 biplaces).

### Mirage 2000D

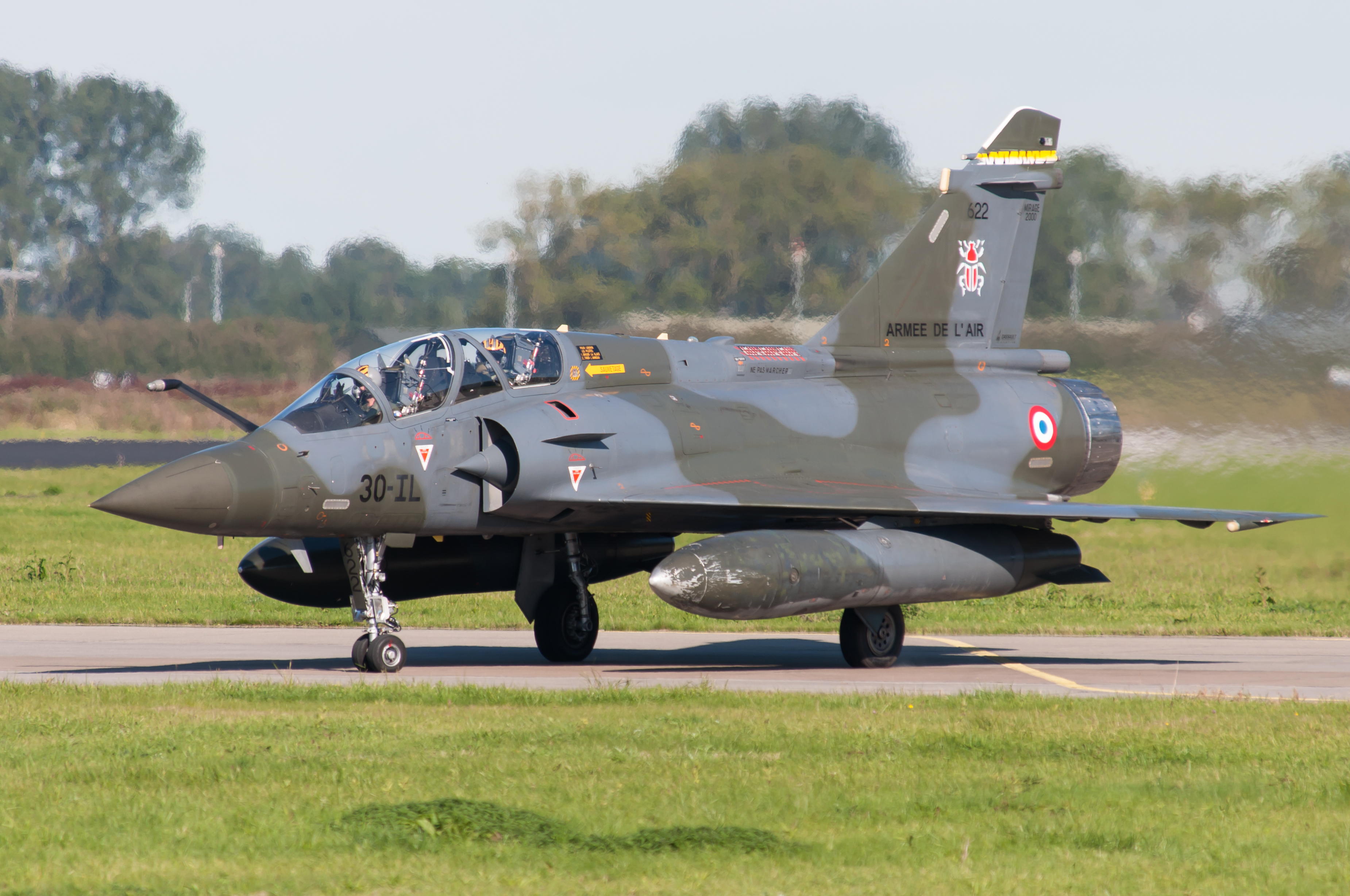
Mirage 2000D de la de chasse.

Version biplace air-sol d'assaut conventionnel tout temps spécifique à la France.
- Mirage 2000D RMV : Rénovation Mi-Vie à effectuer sur 50 appareils jusqu'à fin 2025[23].

### Mirage 2000E
Appareils réservés à l'exportation, avec possibilités de modifications de l'avionique suivant les clients, mais toujours autour du radar RDM.

## Autres caractéristiques
L'appareil hérite des souris mobiles, déjà présentes sur le Mirage III. Elles permettent de modifier le profil des entrées d'air du réacteur (réglables sur toutes les versions sauf D et N où elles sont fixes) .
Les autres caractéristiques sont les suivantes :
- capacité en carburant de la version monoplace : 3 160 kg en interne, 4 150 kg avec le réservoir ventral de 1 300 L, 6 320 kg avec les réservoirs sous voilure de 2 000 L et 7 310 kg avec les trois réservoirs. Soustraire 60 kg à chacune des configurations pour la version biplace ;
- temps sur zone à 150 NM de la base à 25 000 ft : 2 h 40 min ;
- rayon d'action à Mach 0,8 et à une altitude de 15 000 ft avec trois réservoirs supplémentaires largués avant le combat : 830 nautiques avec 6 missiles air-air MICA ;
- possibilité de ravitaillement en vol à l'aide d'une perche démontable ;
- depuis fin 1999, plusieurs Mirage 2000 français ont vu leur radar équipé du mode Non-Cooperative Target Recognition (Reconnaissance de cibles non coopératives -RCNC-)[25] ;
- disponibilité démontrée au combat pendant l'opération Chammal en 2015 : plus de 90 %[26].

## Engagements

### France
Les engagements des Mirage 2000 pour la France sont les suivants :
- /  guerre du Golfe (1990-1991) : douze Mirage 2000 RDI de la 5e escadre de chasse d'Orange sont déployés à partir d'octobre 1990, dans le cadre de missions de supériorité aérienne. Ils prennent également part jusqu'en 1996 à l'opération Alysse, composante française de l'opération Southern Watch, dont le but est d'établir une zone d'exclusion aérienne en Irak au sud du 32e parallèle afin d'assurer la protection des populations opprimées par le régime de Saddam Hussein ;
- guerre de Bosnie (1992-1995) : un Mirage 2000N K2 de l'escadron de chasse 2/3 Champagne est abattu le 30 août 1995, après avoir bombardé un objectif dans la région de Pale durant la campagne de bombardement de la Bosnie-Herzégovine par l'OTAN en 1995. Le pilote et son navigateur sont libérés le 12 décembre 1995 ;
- guerre du Kosovo ;
- guerre d'Afghanistan (2001-2014) ;
- OTAN : les Mirage 2000 français effectuent régulièrement des rotations au profit de la mission de police du ciel dans l'espace aérien des pays baltes, par exemple :
  - D'avril à août 2007, l'armée française envoie des Mirage 2000C ;
  - De janvier à mai 2010, 4 Mirage 2000C de l'Armée de l'air assurent la sûreté aérienne des pays baltes[27] ;
  - De mai 2011 à septembre 2011, l'armée envoie des Mirage 2000C ;
  - De décembre 2016 à janvier 2017, quatre Mirage 2000-5 effectuent 23 sorties d'urgence pour intercepter des avions militaires russes qui s'approchaient d'un peu trop près de l'espace aérien qu'ils avaient à surveiller[28].
- première guerre civile libyenne (2011) : à partir du 19 mars 2011, des Mirage 2000-5F, 2000D et 2000N de l'Armée de l'air sont engagés en Libye, dans le cadre de l'application de la résolution 1973 du Conseil de sécurité des Nations unies (opération Harmattan)[29] ;
- guerre du Mali : depuis 2013, 3 Mirage 2000D sont engagés dans l'opération Serval au Mali ;
- /  guerre contre l'État islamique : en 2014, six Mirage 2000D sont envoyés en Jordanie, afin de compléter le dispositif de l'opération Chammal[30]. Trois 2000N viennent en 2015 sur ce théâtre d'opérations remplacer trois des 2000D. Dans la nuit du 13 au 14 avril 2018, quatre chasseurs Mirage 2000-5 de l'escadron de chasse 1/2 Cigognes participent à l'opération Hamilton au-dessus de la Syrie.
- Le 9 mars 2024, des Mirage 2000-5 de l’escadron de chasse 3/11 Corse basé à Djibouti ont abattu des drones Houthis au-dessus de la mer Rouge. Cela constitue la première victoire aérienne de l’Armée de l'air et de l'espace depuis 1945[31].

### Grèce
- contentieux gréco-turc en mer Égée : le 8 octobre 1996, un Mirage 2000 grec abat un F-16 turc au-dessus de la mer Égée[32]. À la suite d'une violation de l'espace aérien grec, les Mirage 2000 envoyés pour intercepter les intrus sont engagés en combat tournoyant par des F-16 turcs. L'un des Mirage tire alors un missile Magic II, atteignant un F-16D (biplace) qui s'écrase en mer. Un des pilotes du F-16 est mort, l'autre a pu s'éjecter et a été secouru par un hélicoptère grec. De toute la carrière du F-16, il s'agit de la seule perte occasionnée par un combat aérien.

### Inde

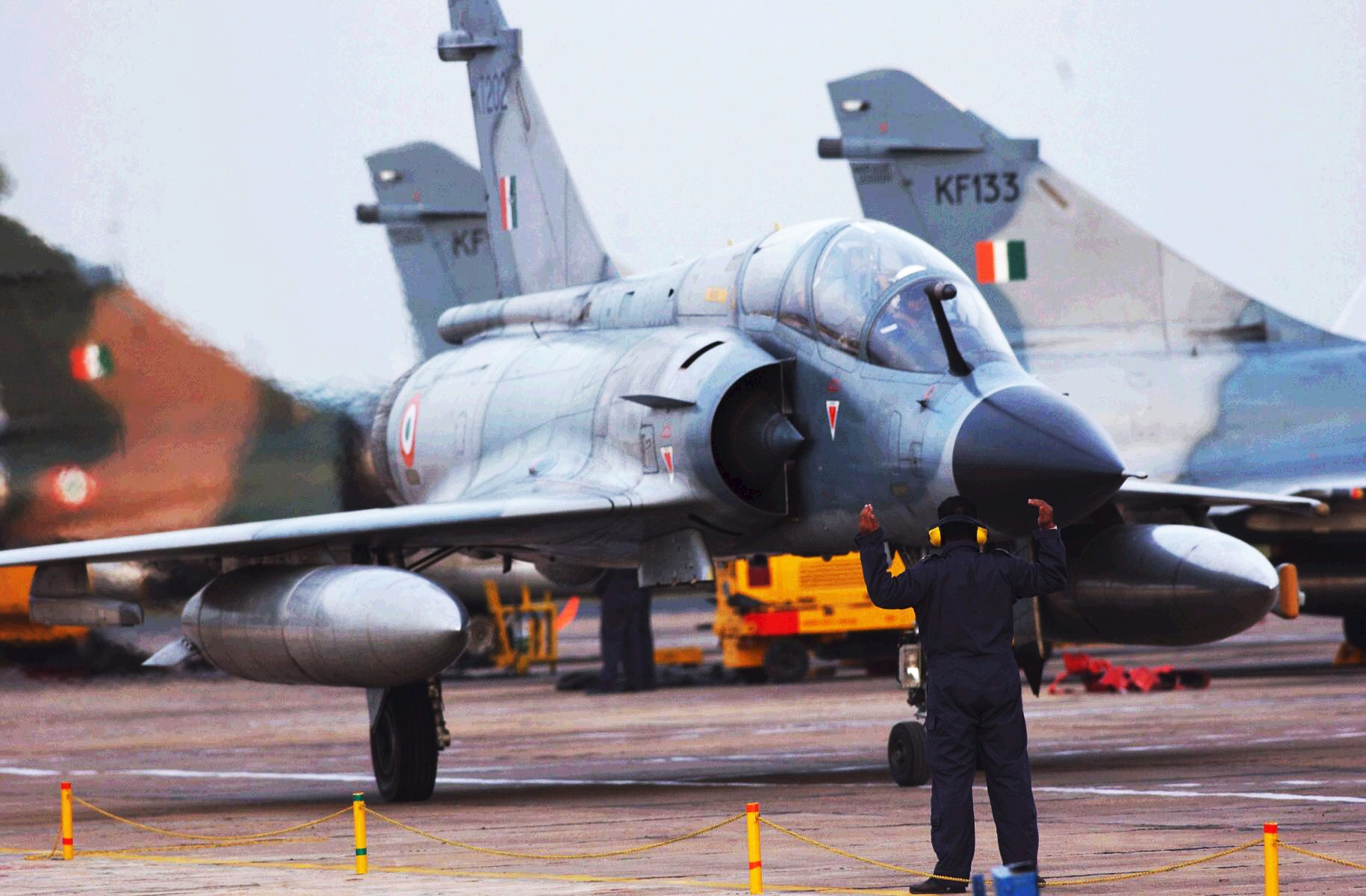
Un Mirage 2000 biplace de l'Armée de l'air indienne en 2004 sur la Base militaire Maharajpur.

- conflit de Kargil (1999) : d'abord utilisés pour des missions de supériorité aérienne, les Mirage 2000 indiens sont ensuite modifiés localement afin de pouvoir effectuer des missions d'attaque au sol (qu'ils sont les seuls à pouvoir mener à ces altitudes)[33]. Au total, ces avions effectuent plus de 500 missions et larguent plus de 55 tonnes de bombes pendant ce conflit. Le 26 février 2019, ils sont engagés dans la confrontation indo-pakistanaise de 2019 en effectuant le bombardement de Balakot.

### Émirats arabes unis
- Dans le cadre de l'application de la résolution 1973 du Conseil de sécurité des Nations unies (Intervention militaire de 2011 en Libye), six Mirage 2000-9 des Émirats arabes unis sont engagés à partir du 25 mars 2011[34].
- En août 2014, des Mirage 2000-9 émiriens basés en Égypte accomplissent deux raids aériens contre des groupes islamistes libyens lors de la Guerre civile libyenne de 2014.
- Depuis 2014, 6 Mirage 2000-9 émiriens sont engagés dans la coalition contre l'EI en Syrie.
- Depuis 2015, des Mirage 2000-9 sont engagés dans la guerre civile au Yémen dans l'opération Restaurer l'espoir. Le 14 mars 2016, l'un d'entre eux s'écrase à Aden, tuant les deux pilotes[35]. Al-Qaïda dans la péninsule arabique prétend l'avoir abattu, même si la coalition parle de panne[35].

### Qatar
- Dans le cadre de l'application de la résolution 1973 du Conseil de sécurité des Nations unies (opération Harmattan), six Mirage 2000-5 EDA des forces aériennes du Qatar sont engagés à partir du 25 mars 2011 au-dessus de la Libye.
- Deux Mirage 2000 ont participé aux premières frappes de la coalition contre l'État Islamique en Syrie, le 23 septembre 2014, lors de la guerre civile irakienne.

### Pérou
- Lors de la guerre du Cenepa, les Mirage 2000 péruviens sont engagés dans des missions de supériorité aérienne et d'escorte. À la suite des restrictions budgétaires et dans l'incapacité à acheter des missiles Magic 2 et des Super 530 D, les Mirage 2000 ne sont équipés que de Magic 1.

### Ukraine
- Lors de la guerre russo-ukrainienne, la France annonce le jeudi 6 février 2025 avoir livré les premiers Mirage 2000-5F à l'Ukraine[36]. Leur usage est attesté pour la première fois le 7 mars 2025[37],[38].

## Pays utilisateurs
La production de Mirage 2000 a été arrêtée en 2007 : 7 prototypes, 4 appareils de présérie et 601 de série — soit 612 machines au total — sont sorties des usines Dassault Aviation. Les dernières ont été livrées à la Grèce le 23 novembre 2007.

### France

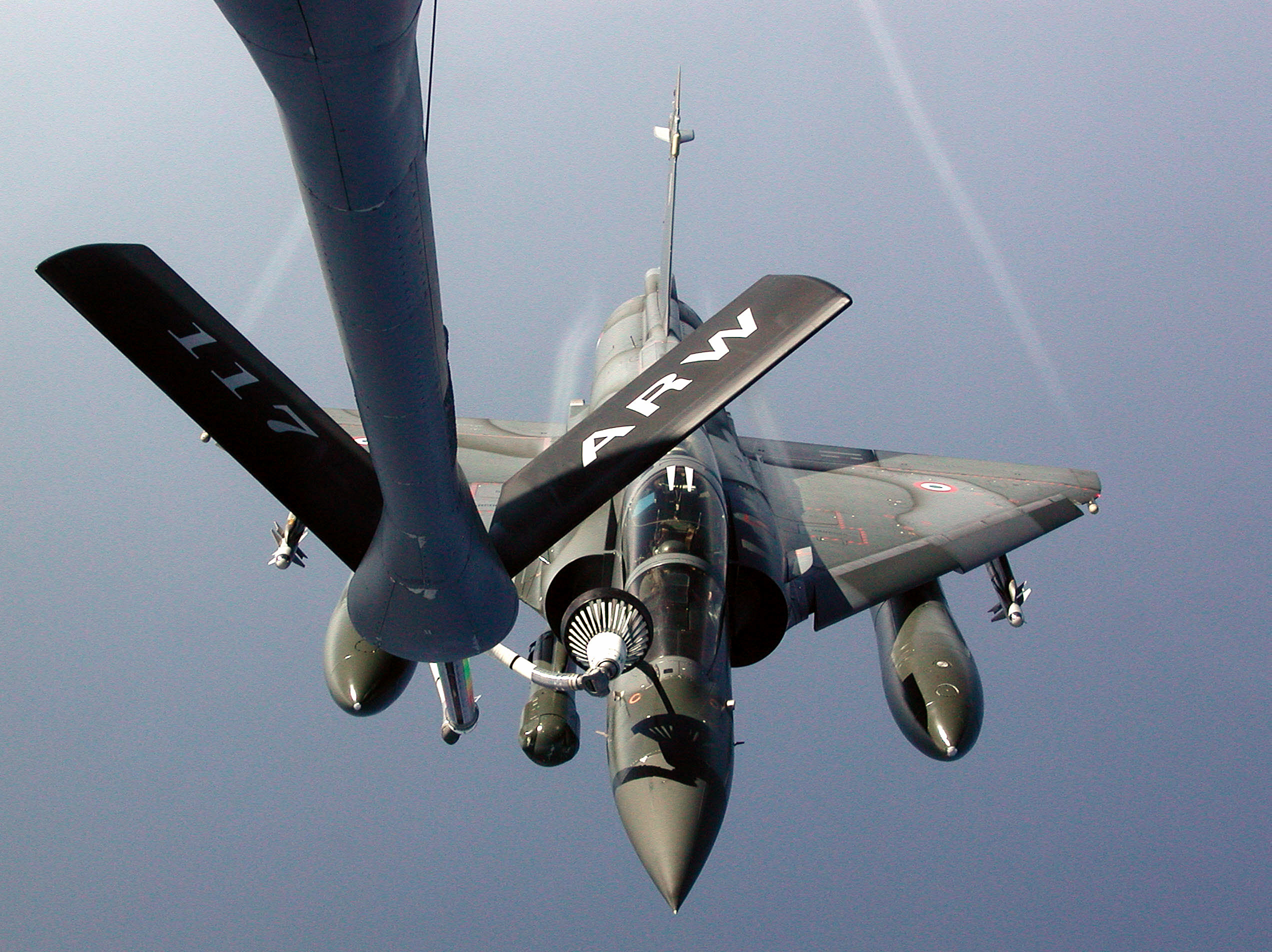
Un KC-135 Stratotanker de l'US Air Force ravitaille en vol un Mirage 2000D de l'Armée de l'air française au-dessus de l'Afghanistan, le 21 juillet 2007.

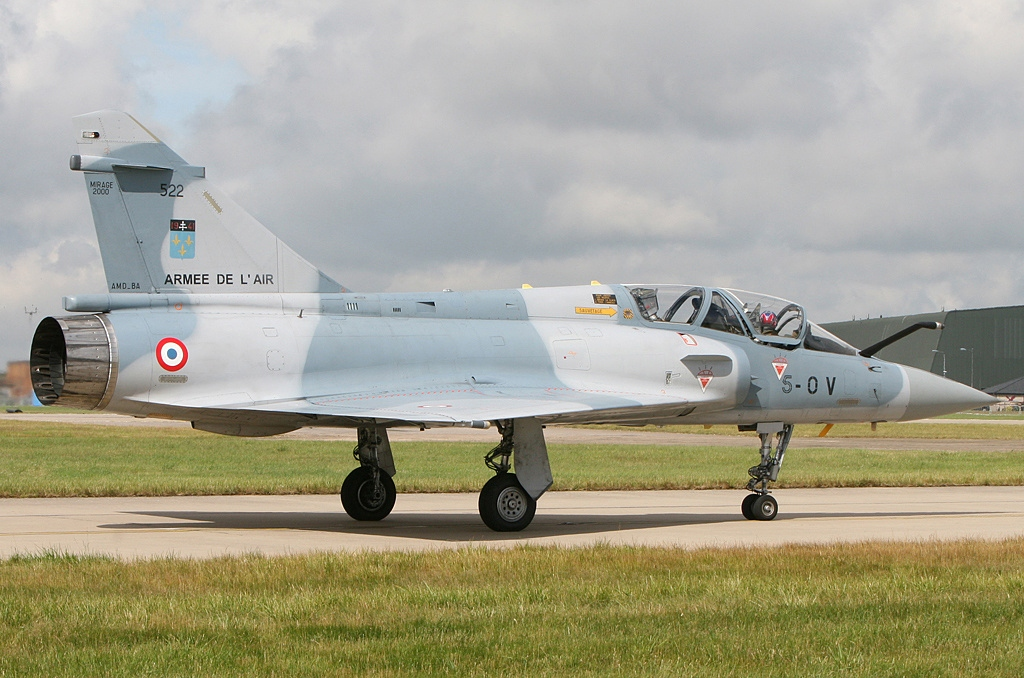
Un Mirage 2000.

315 exemplaires (131 en ligne le 1er juillet 2016) :
- 124 Mirage 2000 C (nos 1 à 124) reçus entre décembre 1982 et juillet 1995[40], parmi lesquels 37 portés au standard 2000-5F (nos 38 à 49, 51 à 59, 61 à 63, 65 à 74 et 76 à 78) entre juillet 1987 et juillet 1990 (35 en ligne le 1er juillet 2016, 26 en 2022[12]). Les derniers Mirage 2000C RDI ont été retirés du service le 23 juin 2022[41] ;
- 30 Mirage 2000 B (nos 501 à 530) entre novembre 1983 et décembre 1994 (6 en ligne le 1er juillet 2016)[12] ;
- 75 Mirage 2000 N (nos 301 à 375) entre mars 1986 et mai 1993. Leur retrait a débuté le 21 juin 2018 et s'est achevé le 22 février 2022[42].

- 86 Mirage 2000 D (nos 601 à 686) entre mars 1993 et février 2002 (67 en ligne le 1er juillet 2016[43],[12]). 50 sont rénovés d'ici 2025 au standard Mirage 2000D RMV (Rénovation Mi Vie)[44].

Plusieurs Mirage 2000 B et 3 Mirage 2000 N servent en sus en 2018 à la DGA Essais en vol

### Brésil
12 exemplaires :
- 10 Mirage 2000 C (nos 13, 15, 21, 22, 25, 29, 32, 34, 35 et 36) et 2 Mirage 2000 B (nos 502 et 513) achetés d'occasion à la France, qui ont été livrés en 3 lots de 4 exemplaires en 2006, 2007 et 2008. Désignés localement F-2000, ces avions sont au standard RDI-S4 et motorisés en M53-5. Ils ont été retirés du service fin 2013[46] et 9 des 12 Mirage 2000 ont été vendus d'occasion et en non-état de vol à la société française privée PROCOR pour une somme de 452 000 dollars US en mars 2019[47].

### Égypte
20 exemplaires :
- 16 Mirage 2000 EM (nos 101 à 116) ;
- 4 Mirage 2000 BM (nos 201 à 204).

### Émirats arabes unis
68 exemplaires :
- 22 Mirage 2000 EAD (nos 731 à 752) ;
- 8 Mirage 2000 RAD (nos 711 à 718) ;
- 6 Mirage 2000 DAD (nos 701 à 706) ;
  - 30 Mirage 2000 EAD/RAD/DAD sur les 36 précédents ont été portés au standard « -9 », tous les monoplaces devenant RAD ;
- 20 Mirage 2000-9 RAD monoplaces (nos 719 à 730 et 753 à 760) ;
- 12 Mirage 2000-9 DAD biplaces (nos 707 à 710 et 761 à 768) ;

En 2009, 62 Mirage 2000-9 ont été livrés. Il avait été envisagé qu'ils puissent être repris par la France et revendus sur le marché international de l'occasion, en échange de l'achat de 60 Rafale sur la période 2012-2014.

### Grèce
55 exemplaires :

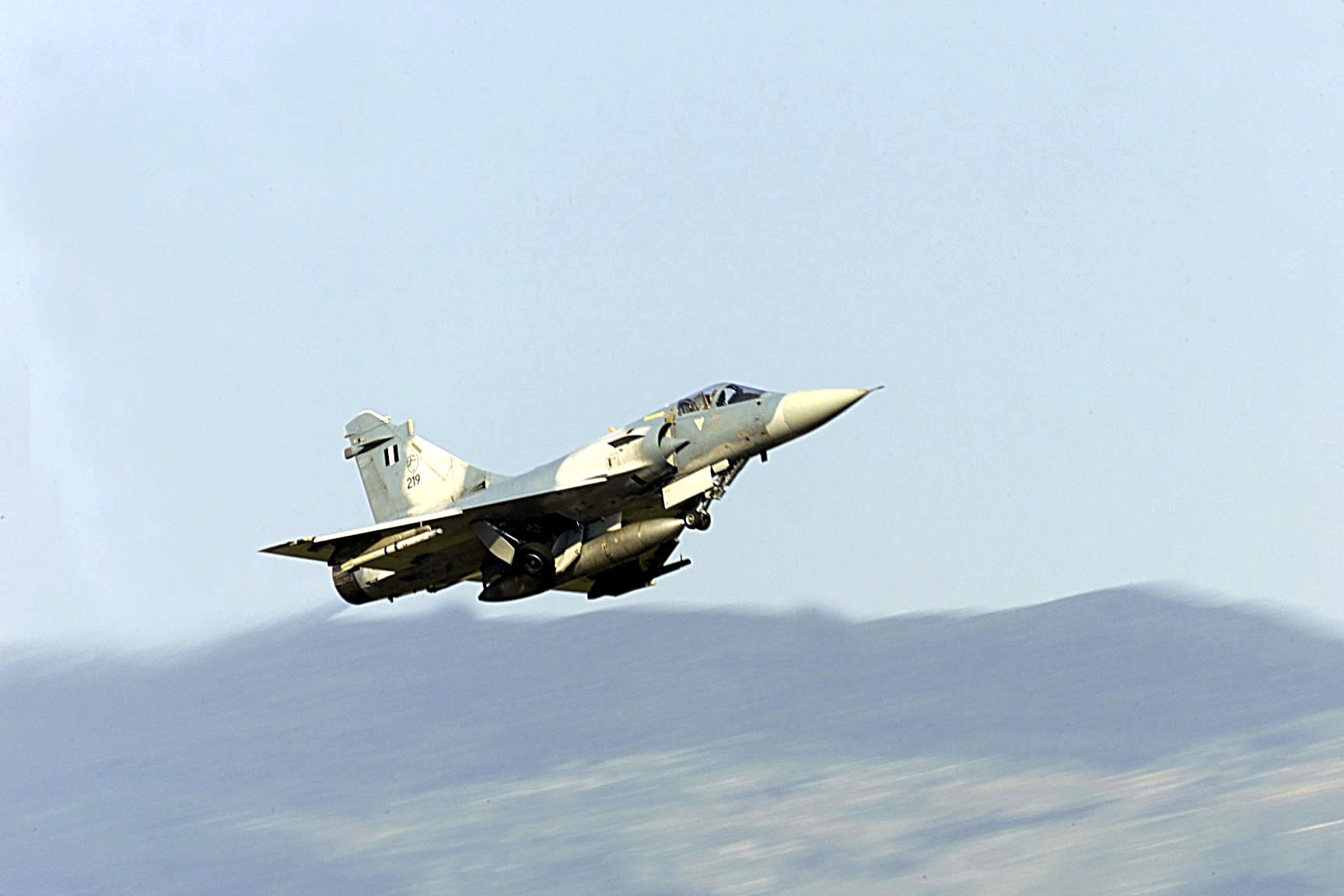
Un Mirage 2000 EG grec au décollage.

- 36 Mirage 2000 EG (nos 210 à 245) : 10 d'entre eux ont été portés au standard « -5 Mk.2 » (Les 2000 EG : 211, 214, 227, 230, 234, 235, 236, 240, 243 et 245 deviennent 2000-5 EG : 511, 514, 527, 530, 534, 535, 536, 540, 543 et 545) ;
- 4 Mirage 2000 BG (nos 201 à 204) ;
- 10 Mirage 2000-5 EG monoplaces (nos 546 à 555) ;
- 5 Mirage 2000-5 BG biplaces (nos 505 à 509).

### Inde
59 exemplaires :
- 46 Mirage 2000 H (nos KF101 à KF146) ;
- 13 Mirage 2000 TH (nos KT201 à KT213).

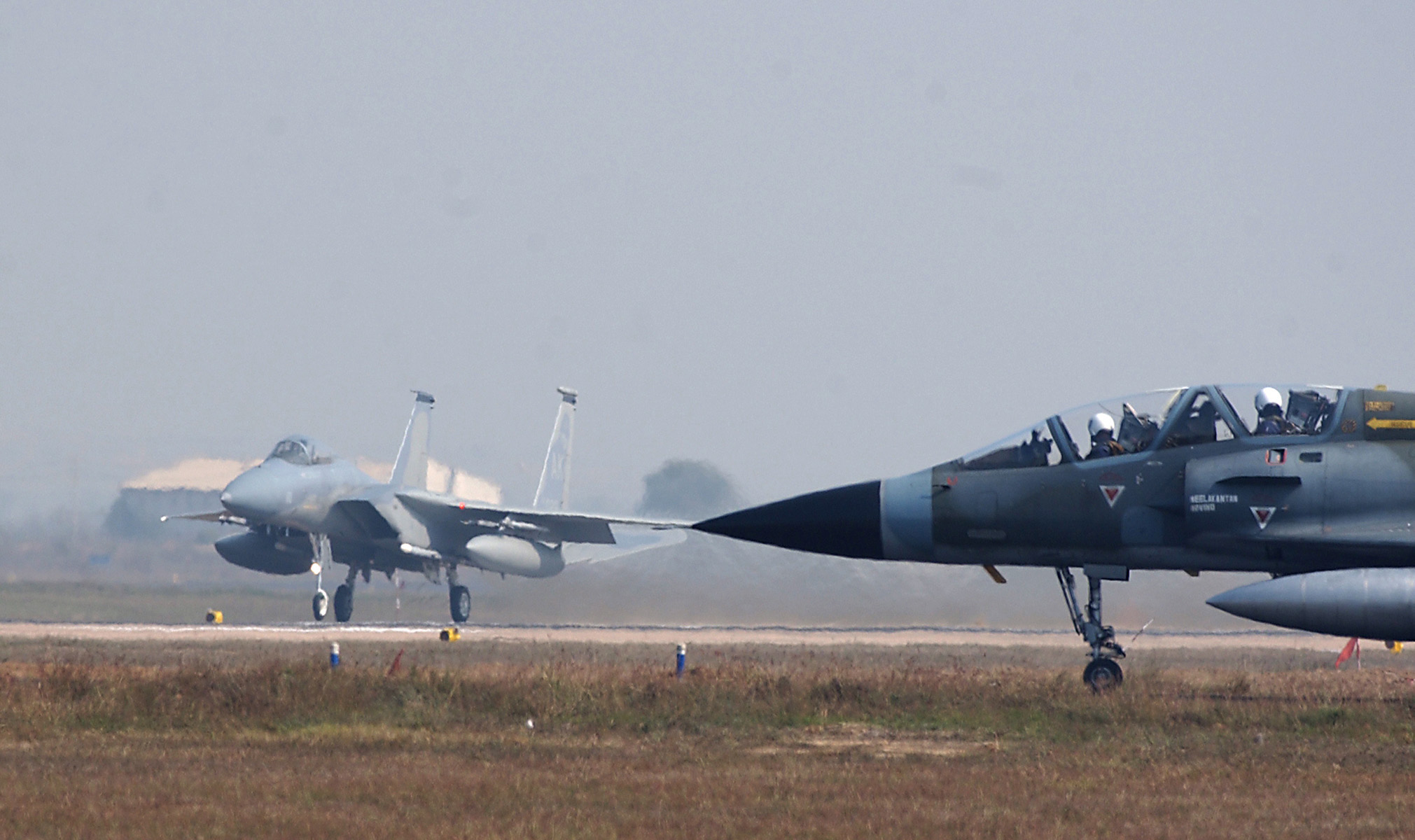
Un Mirage 2000 indien et un F-15 de l'US Air Force sur la base aérienne de Gwalior, durant l'exercice Cope India 04, en 2004.

Un contrat de modernisation des 49 Mirage 2000 H/TH indiens restants a été signé en juillet 2011 pour les porter au standard I/TI. Il consiste en une mise à jour complète de l'électronique embarquée (intégration de cinq systèmes de visualisation, nouvelle liaison de données, radar RDY-3, système de navigation TOTEM, suite de guerre électronique ICMS Mk4, nouveau système IFF) et des systèmes d'armes (capacité de tir MICA notamment), destinée à prolonger la vie opérationnelle des appareils d'une vingtaine d'années. Deux appareils sont modifiés en France, au Centre d'essais en vol de Dassault Aviation, à Istres. Le premier appareil modernisé en France a effectué son premier vol le 5 octobre 2013 et a été réceptionné par les forces aériennes indiennes le 25 mars 2015,. Les autres appareils sont pris en charge localement par Hindustan Aeronautics Ltd (HAL). Ce contrat est divisé en plusieurs lots, dont environ 1,4 milliard d'euros pour rénover les cellules (1 milliard d'euros pour Thales et 400 millions pour Dassault Aviation), 900 millions d'euros pour 500 missiles MICA (MBDA) et des kits de lancement (Thales et l'Indien HAL).

### Pérou
12 exemplaires vendus et 11 en service de l'Escadron aérien 411 du Groupe aérien 4 :
- 10 Mirage 2000 P (nos 050 à 054 et 060 à 064) ;
- 2 Mirage 2000 DP (nos 193 et 195).

Un avion perdu le 11 avril 2024.

### Qatar
- Force aérienne de l'Émir du Qatar

12 exemplaires :
- 9 Mirage 2000-5 EDA (nos QA90 à QA98) ;
- 3 Mirage 2000-5 DDA (nos QA85 à QA87).

Livrés entre le 8 septembre 1997 et fin 1998. Remplacés par des Dassault Rafale livrés entre 2019 et 2021.
En novembre 2021, il était annoncé que la société ARES [Advanced Redair European Squadron] allait racheter cette flotte pour une somme non dévoilée, avec l'appui de Dassault, Thalès et Safran, afin de fournir une capacité d'entraînement à la Marine nationale avec 3600 heures de vol sur 6 ans.
En octobre 2022, il est annoncé que l'Indonésie s'est portée acquéreuse de ces 12 avions notamment pour les préparer à utiliser les Rafale qu'elle a commandés. La vente pour 733 millions d'euros à Excalibur International, une filiale du groupe de défense tchèque CSG, est confirmée le 16 juin 2023 avant d’être annoncée annulée en février 2024.

### Taïwan
60 exemplaires :
- 48 Mirage 2000-5 EI (nos 2001 à 2048) ;
- 12 Mirage 2000-5 DI (nos 2051 à 2062).

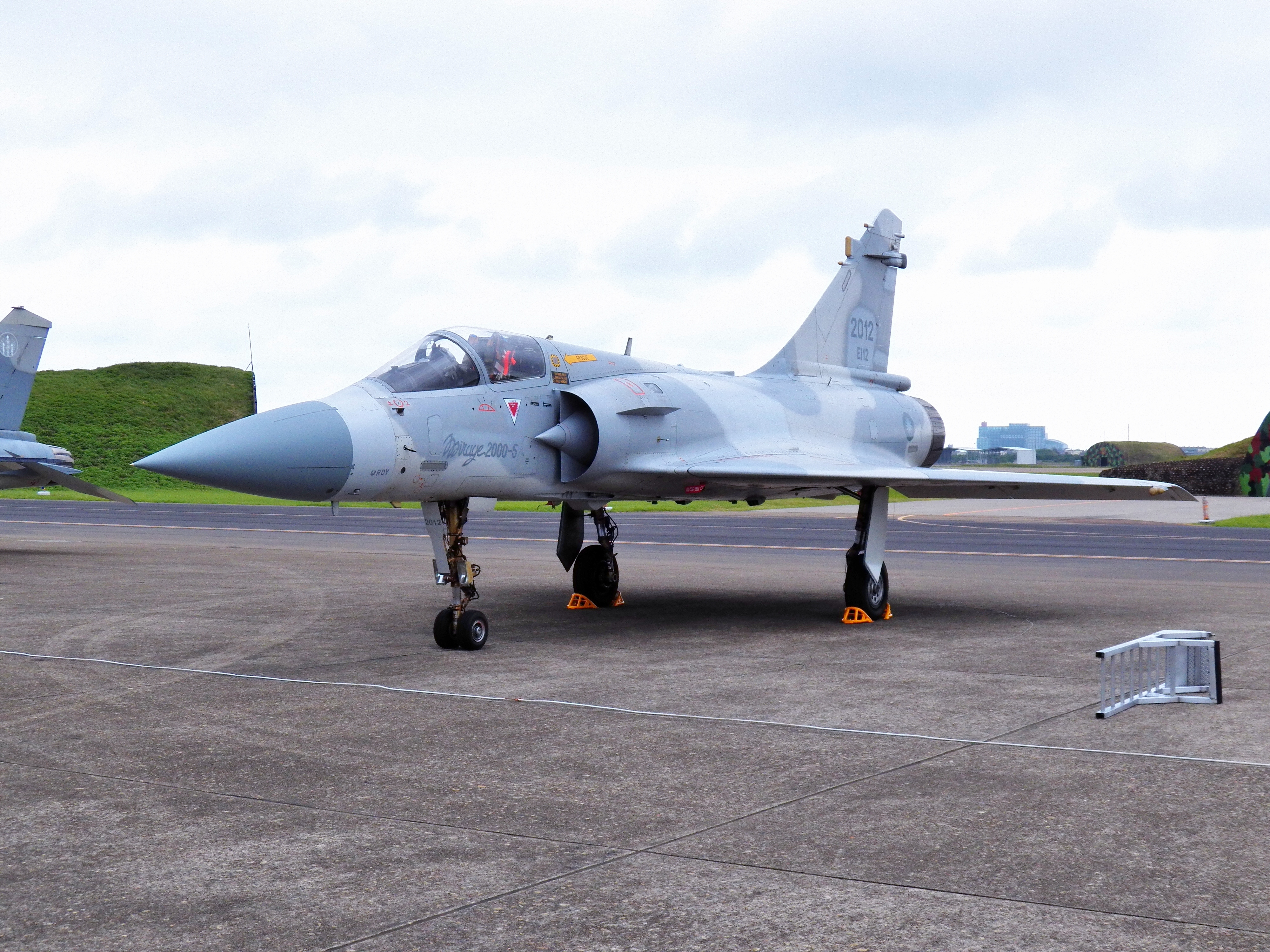
Mirage 2000-5 taïwanais.

En novembre 2022, au cours de l’exercice « Tien Lung » organisé par la force aérienne taïwanaise, la simulation d'une attaque par quatre F-16 de l'île de Taïwan défendue par quatre Mirage 2000-5 s'est soldée par une victoire 4-1 des Mirage. En conséquence, l’état-major de la force aérienne taïwanaise étudie la possibilité de prolonger la durée de vie d’un certain nombre de Mirage 2000.

### Ukraine

Un Mirage 2000B aux couleurs de l'Ukraine.

Don de Mirage 2000-5F en nombre et provenance (France ou un autre pays tiers) non précisé, annoncé par le président français Emmanuel Macron le 6 juin 2024 lors d'une interview télévisée. Dans son avis budgétaire sur la « préparation et emploi des forces – Air », le député Frank Giletti [RN] annonce que six appareils de ce type seront livrés aux forces armées ukrainiennes [FAU] » avec un « modèle de soutien complet ». Ce modèle disposant seulement de capacités air-air, ils seront modifiés à Cazaux pour pouvoir délivrer des armements air-sol de type AASM, des canons de calibre 30mm et de lancement de  missiles SCALP comme le souhaitent les Ukrainiens. Paris a promis de livrer à Kiev, en 2024, quelque 600 bombes de ce type et une commande française de 500 exemplaires a été annoncée cette même année. Ils verront également l'installation de dispositifs de guerre électronique et de résistance aux brouillages. Les livraisons seront effectives « au premier trimestre 2025 » selon le ministre de la défense Sébastien Lecornu. Pilotes et mécaniciens sont formés à Nancy, où l’escadron 2/3 Champagne dispose de sept Mirage 2000B pour l’instruction. La France annonce le jeudi 6 février 2025 avoir livré les premiers Mirage 2000-5F à l'Ukraine. Leur usage est attesté pour la première fois le 7 mars 2025,.

## Accidents
Entre 1984 et 2019, au moins 89 appareils ont été perdus à la suite d'accidents.

### Armée de l'air égyptienne
- avril 2019 : Un tweet de l'entreprise Martin-Baker du 12 avril 2019 indique un accident de Mirage 2000 dont les pilotes se sont éjectés[62]. Aucune information publique en date du 28 avril 2019 sur cet incident.

### Force aérienne des Émirats arabes unis
- 12 août 2003 : un Mirage 2000DAD (704) s'écrase[63].
- 4 avril 2005 : un Mirage 2000-9RAD (DAD11) s'écrase[63].
- 19 juillet 2011 : un Mirage 2000-9RAD s'écrase dans le désert entre Liwa à Al-Aïn et la base aérienne Al Dhafra durant un vol d'entrainement, le pilote est tué[63].
- 14 mars 2016 : le Mirage 2000-9DAD no 768 s'écrase au Yémen (gouvernorat d'Aden, district de Al-Burayqah) durant une mission de combat lors de l'opération Restaurer l'espoir vraisemblablement en raison d'un problème technique. Les pilotes sont tués[63].

### Armée de l'air française
Les accidents suivants ont été enregistrés dans l'Armée de l'air française :
- Le 9 mai 1984, le Mirage 2000C no 02, second prototype, s'écrase ; le pilote d'essai de Dassault Jean-Marie Saget s'éjecte[64] ;
- Le 14 mai 1985, le Mirage 2000C no 7 de l'escadron de chasse 1/2 Cigognes s'écrase[64] en Corse sur une panne électrique totale ; le pilote est très légèrement blessé lors de l'éjection réussie ;
- Le 21 mai 1986, le Mirage 2000C no 26 de l'escadron de chasse 3/2 Alsace de Dijon s'écrase[64] près de la BA Luxeuil ; le pilote s'est éjecté ;
- Le 24 janvier 1989, le Mirage 2000N no ? de l'escadron de chasse 1/4 Dauphiné, s'écrase[64] ;
- Le 5 juin 1989, le Mirage 2000B no ? de l'escadron de chasse 2/?, s'écrase[64] ;
- Le 21 juillet 1989, le Mirage 2000C no 23 de l'escadron de chasse 1/2 Cigognes, s'écrase[64] ; le pilote est tué ;
- Le 12 décembre 1989, deux Mirage 2000C no 50/5-NK et no 60/5-NP de l'escadron de chasse 1/5 Vendée, s'écrasent (collision en vol?) dans la mer Méditerranée au large de la base aérienne 126 Solenzara en Corse ; le commandant D. Pujol et le commandant Hartel parviennent à s'éjecter[64] ;
- Le 8 janvier 1990, le Mirage 2000C no 10/2-LB de l'escadron de chasse 3/2 Alsace s'écrase à Dijon ; le pilote est tué[64] ;
- Le 17 mai 1990, le Mirage 2000C no 24/2-FM de l'escadron de chasse 2/2 Côte-d'Or s'écrase ; le pilote parvient à s'éjecter[64] ;

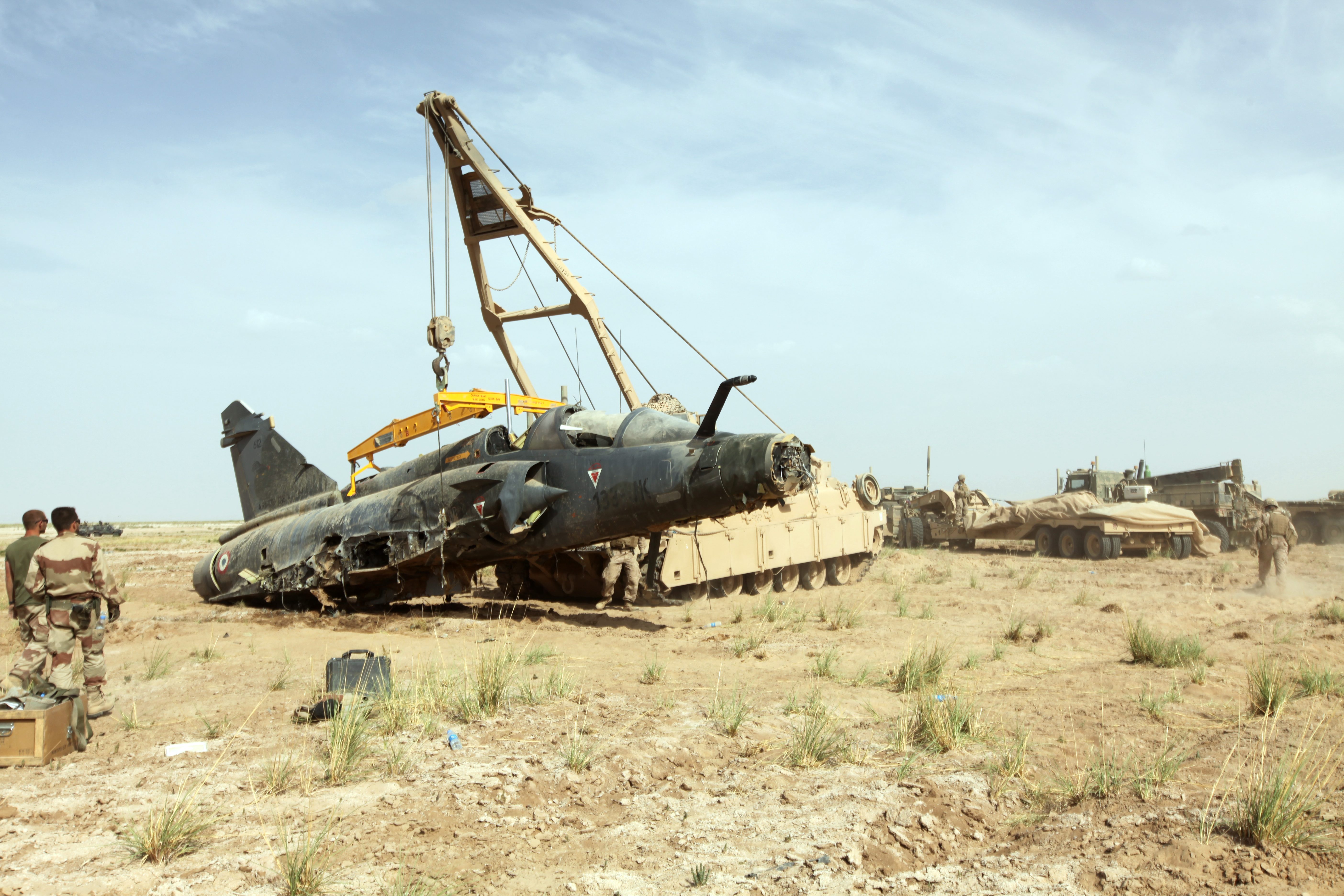
Mirage 2000D no 612 accidenté le 24 mai 2011 en Afghanistan, récupéré par un M88 Recovery Vehicle de l'USMC lors d'une opération franco-américano-italienne.

- Le 17 mai 1990, le Mirage 2000N no 321/4-BJ de l'escadron de chasse 2/4 La Fayette entre en collision avec des mouettes, qui sont ingérées par les entrées d'air, ce qui cause une panne moteur à 500 ft (environ 150 m d'altitude); à Fontiès-d'Aude proche de Carcassonne ; le pilote et le passager parviennent à s'éjecter ; le pilote est sérieusement blessé[64] ;
- Le 3 aout 1990, le Mirage 2000C no 31/2-LP de l'escadron de chasse 2/2 Côte-d'Or s'écrase ; le commandant J. M. Dall'Aglio parvient à s'éjecter[64] ;
- Le 9 avril 1991, le Mirage 2000N no 328 de l'escadron de chasse 3/4 Limousin entre en collision avec un hélicoptère de la Marine au-dessus du département du Puy-de-Dôme ; le bilan est de dix morts : les huit occupants de l'hélicoptère, qui s'est écrasé sur la commune de Cros, et les deux occupants du Mirage, qui a continué à voler quelques instants pour aller s'écraser près du lac de Montcineyre[65] ;
- Le 7 octobre 1992, le Mirage 2000N K2 no 352 de l'EC 02.003 Champagne, basé à Nancy, en patrouille avec 3 autres 2000, percute le mont Chapeloune à 2 km à l'ouest du Puy Mary dans le Cantal ; les deux membres d'équipage, le commandant Olivier Festas, pilote et chef de l'EC 02.003 (leader de la Patrouille de France en 1990), et le lieutenant Nicolas Rachwalski, meurent dans le crash ;
- Le 22 avril 1993, un Mirage 2000B de l'escadron de chasse 2/2 Côte-d'Or en entraînement de présentation aérienne s'écrase sur l'emprise de la base aérienne de Dijon.
- Le 16 janvier 1996, le Mirage 2000N no 324, se présente en courte finale à Istres, les deux membres d'équipage s'éjectent à la suite d'une collision aviaire, moteur défaillant ; l'avion poursuit sa trajectoire et s'écrase dans l'enceinte de la base. Après cinq ans de tergiversations et quinze mois de chantier à l'AIA Clermont–Ferrand, échange de la voilure, des trains et réparation de la partie inférieure du fuselage, l'avion est remis en vol le 23 mai 2002 ;
- Le 30 janvier 1997, le Mirage 2000D no 608 3-XB de la base de Nancy-Ochey subit une défaillance de calculateur de réacteur. Les pilotes réussissent leur éjection ;
- Le 13 juillet 2000, deux Mirage 2000D de la base de Nancy-Ochey se heurtent en vol de nuit en circuit de piste ; l'un des avions (no 633 3-JT), la dérive arrachée par le choc, s'écrase dans la forêt de Maron ; les deux pilotes réussissant à s'éjecter ; l'autre avion (no 646 3-IC) parvient à se poser ;
- Le 12 février 2002, le Mirage 2000B no 511/5-OR de la base aérienne 115 Orange-Caritat s'écrase en bout de piste lors d'un entraînement en vue d'une démonstration de voltige aérienne ; les deux membres d'équipage se sont éjectés à temps[66] ;
- Le 24 juin 2003, le Mirage 2000D no 656/33-LH de l'escadron de chasse 4/33 Vexin s'écrase à Djibouti ; l'avion a percuté le sol lors d'un entraînement au bombardement nocturne, entraînant la mort des deux membres d'équipage[67] ;
- Le 29 juillet 2003, le Mirage 2000D no 622 de l'escadron de chasse 3/3 Ardennes est accidenté à N'Djaména (Tchad) lors d'un vol d'entraînement. Un oiseau a été happé par le réacteur lors du décollage, entraînant une sévère perte de puissance moteur ; le pilote a cependant réussi à faire demi-tour, il largue ses bidons, et pose l'avion. Celui-ci finit sa course par une sortie de piste à faible vitesse. Le principal dégât est l'arrachage de la ferrure du vérin de contrefiche avant sous les pieds du pilote. L'avion sera réparé par l'AIA Clermont -Ferrand[68] ;
- Le 8 janvier 2004, l'équipage du Mirage 2000D no 621/3-JG de l'escadron de chasse 2/3 Champagne est contraint à l'éjection lors d'un vol d'entraînement nocturne car le gel des sondes Pitot leur fait croire à une perte de vitesse puis un décrochage. Le Mirage s'écrase dans une zone inhabitée de la commune de Mas-Saint-Chély, le pilote et le navigateur sont légèrement blessés [69] ;
- Le 9 juin 2004, la perche du Mirage 2000N no 318/4-BP de l'escadron de chasse 2/4 La Fayette se brise lors d'un entraînement au ravitaillement en vol, et les débris endommagent le réacteur, qui prend feu ; le pilote déroute l'avion au-dessus de la Méditerranée, l'équipage s'éjecte et l'avion s'abîme en mer. Les deux pilotes sont légèrement blessés[70] ;
- Le 23 août 2004, le Mirage 2000N no 362/4-CU de la base aérienne 125 Istres-Le tubé percute en vol un ULM au-dessus de l'Auvergne. Les deux occupants de l'ULM sont tués[71] ;
- Le 26 août 2004, l'équipage du Mirage 2000D no 663/3-XS de l'escadron de chasse 3/3 Ardennes s'éjecte au-dessus de la base aérienne 132 Colmar-Meyenheim, à la suite d'un problème réacteur lors d'un entraînement au combat à haute altitude ; le pilote est blessé, le navigateur indemne[72],[73] ;
- Le 27 février 2006, les deux Mirage 2000-5F no 53/2-FA et no 72/2-EE de la base aérienne 102 Dijon-Longvic se heurtent en vol près de Nancy ; un des pilotes est contraint de s'éjecter à la suite de la collision, et son appareil s'écrase au sol ; l'autre pilote a pu regagner la base de Saint-Dizier et se poser[74],[75] ;
- Le 31 mars 2006, le Mirage 2000D no 684/3-IW s'abîme en mer au large de la Corse, à cause d'une collision avec un oiseau, semble-t-il ; les deux membres d'équipage peuvent s'éjecter et sont sains et saufs ; l'avion, habituellement basé à Nancy-Ochey, était déployé temporairement sur la base aérienne 126 Solenzara[76] ;
- Le 29 mai 2006, le pilote du Mirage 2000-5F no 69/2-FE de la base aérienne 102 Dijon-Longvic est contraint de s'éjecter à la suite d'un problème technique sur son avion, qui s'est écrasé sur un local technique de la SNCF sans faire de victime[77] ;
- Le 19 février 2007, le Mirage 2000C no 116/12-KH de la base aérienne 103 Cambrai-Épinoy s'abîme en mer au large de Bonifacio ; son pilote le capitaine Denis Monier est décédé. Temporairement déployé sur la base aérienne 126 Solenzara, l'avion effectuait une mission d'entraînement[78],[79] ;
- Le 12 juillet 2007, un Mirage 2000N no 337 de la base aérienne 116 Luxeuil-Saint Sauveur heurte en vol un avion de tourisme léger lors d'un vol d'entraînement à la navigation à vue ; l'avion de tourisme s'écrase au sol et son pilote est tué ; bien qu'endommagé, le Mirage 2000 réussit à regagner un terrain pour se poser[80] ;
- Le 12 février 2008, lors d'une mission d'entraînement, l'équipage du Mirage 2000N no 315/4-BF de l'escadron de chasse 2/4 La Fayette, basé sur la base aérienne 116 Luxeuil-Saint Sauveur, a été contraint à l'éjection à la suite de l'arrêt de son réacteur ; cet arrêt a été causé par l'ingestion d'un panier de ravitaillement en vol ; après que les pilotes ont écarté l'avion de zones habitées, il s'abîme en mer au large de l'estuaire de la Gironde[81],[82] ;
- Le 11 juin 2008, le Mirage 2000N no 363/4-BK de l'escadron de chasse 2/4 La Fayette, basé sur la base aérienne 116 Luxeuil-Saint Sauveur, s'écrase sur la commune de Laurenan (Côtes-d'Armor) lors d'une mission d'entraînement ; le pilote et le navigateur s'éjectent et sont sains et saufs[83] ;
- Le 11 mai 2010, le Mirage 2000-5F 118-EF no 76 de l'escadron de chasse 05/330 Côte d'Argent basé sur la base aérienne 118 Mont-de-Marsan s'écrase sur une zone inhabitée de la commune de Pouydesseaux (Landes) ; le pilote, qui est légèrement blessé, s'est éjecté après avoir dirigé l'appareil vers une zone inhabitée à environ sept kilomètres de la BA 118[84] ;

- Le 1er mars 2011 vers 21 h 20, au cours d'un vol d'entraînement, le Mirage 2000N no 309 / 116-AO non armé de l'escadron de chasse 2/4 La Fayette, basé à Luxeuil-Saint-Sauveur, disparaît des radars au-dessus de la Creuse ; le capitaine Xavier Cazalbou, pilote, et le lieutenant Nicolas Papadacci-Stéphanopoli, navigateur officier système d'armes, meurent dans l'accident[85] ;
- Le 24 mai 2011, le Mirage 2000D no 612 133-IK (voir photo) de la base de Nancy-Ochey s'écrase en Afghanistan, à 5 km à l'ouest de Farâh ; le pilote et le navigateur ont pu s'éjecter et sont sains et saufs[86] ;
- Le 30 août 2011, le Mirage 2000C no 79/115-LE de l'escadron de chasse 2/5 Île-de-France a été percuté en vol par un avion d'entrainement L-39 Albatros ZA des Forces armées lituaniennes près de la base de Zokniai, au nord de la Lituanie[87],[88] ; l'appareil a pu rejoindre la base de Siauliai, où l'escadron stationne, tandis que les deux occupants de l'appareil lituanien ont été contraints de s'éjecter ; l'escadron composé de quatre Mirage 2000C assure la surveillance aérienne des États baltes pour le compte de l'OTAN dans le cadre de l'opération Baltic 2011 ;
- Le 14 janvier 2012, le Mirage 2000D no 619 / 188-IM de l'escadron de chasse 3/11 Corse percute un F-15C de la force aérienne saoudienne lors d'exercices dans la province de Tabuk, en Arabie saoudite. L'équipage mixte franco-saoudien et le pilote du F-15 s'éjectent et sont sains et saufs[89] ;
- Le 3 octobre 2012, le Mirage 2000-5F 2-ER no 68, appartenant à l'escadron de chasse 1/2 Cigognes, s'écrase peu après son décollage de la base aérienne 116 Luxeuil-Saint Sauveur, tuant son pilote ; de nationalité taïwanaise, ce dernier était « officier en échange » dans l'Armée de l'air ; l'avion est tombé à 500 mètres d'habitations dans une zone boisée sur la commune de Froideconche[90] ;
- Le 5 juin 2013, le Mirage 2000-5F 2-ES no 73, appartenant à la base aérienne 116 Luxeuil-Saint Sauveur, s'écrase près de Montcourt dans la Haute-Saône ; alors que le pilote participait à un exercice d'entraînement à basse vitesse et basse altitude, une défaillance moteur serait survenue à la suite d'une absorption de volatile ; le pilote a alors appliqué la procédure de sécurité en vidant et larguant ses réservoirs avant de trouver un espace sécurisé pour faire s'écraser son appareil ; le pilote a été légèrement blessé à la jambe[91] ;
- Le 12 mai 2014, le Mirage 2000-5F 116-AD no 70, s'écrase à Ozerailles en Meurthe-et-Moselle sans faire de victime ; l'avion appartenait à l'escadron de chasse 1/2 Cigognes de la base aérienne 116 Luxeuil-Saint Sauveur[92] ;
- Le 9 juin 2014, le Mirage 2000D no 665 de l'escadrille SPA 102, escadron de chasse 2/3 Champagne, s'écrase en territoire nigérien à mi-chemin entre Gao (au Mali) et Niamey, la capitale du Niger ; l'équipage a été contraint à l'éjection à la suite d'une panne technique[93] ;
- Le 4 août 2014, le Mirage 2000B no 526 de la base d'Orange, en mission d'entraînement, s'écrase sur la commune de Viens (Vaucluse) ; ses deux pilotes sont retrouvés sains et saufs après s'être éjectés[94] ;
- Le 26 janvier 2015, les Mirage 2000D no 651 et 669 sont détruits au sol lorsqu'un F-16D grec s'écrase au décollage à Albacete, pendant un exercice de l'OTAN[95]. Le pilote et la navigatrice d'un des deux appareils, appartenant à l'escadron de chasse 1/3 Navarre et qui étaient déjà installés à bord, font partie des neuf personnes tuées au sol[96].
- Le 28 septembre 2017, le Mirage 2000N no 374 de l'escadron de chasse 2/4 La Fayette de la base aérienne d'Istres s'écrase lors de la phase de décollage à N'Djamena (Tchad). Le pilote et le navigateur se sont éjectés[97].
- Le 9 janvier 2019 le Mirage 2000D no 667 de l'escadron de chasse 1/3 Navarre, parti de sa base de Nancy-Ochey, s'écrase à la limite des départements du Jura et du Doubs sur la commune de Mignovillard. Le lendemain soir, la ministre des armées Florence Parly annonce que des restes du pilote et de la navigatrice ont été retrouvés, ce qui signifie qu'ils n'ont pas pu s'éjecter. La boite noire est trouvée le surlendemain mais n'indique pas de cause mécanique pour l'échec de ce vol en rase-motte. L'enquête conclut à une erreur de pilotage liée à un manque d'entrainement de l'ensemble de l'escadron : « La 3e EC connait depuis plusieurs années un déficit en entraînement organique. Celui-ci est dû à un engagement important en opérations extérieures et à une faible disponibilité des Mirage 2000D ». Ce vol était justement un vol d'entrainement « dans des conditions météorologiques défavorables » de précipitations neigeuses, alors que les militaires basés au Mali, n'avait pas vu de précipitations depuis des mois, les militaires « n'avaient pas volé depuis plusieurs mois et effectuaient un vol délicat »[98],[99],[100],[101].
- Le 20 juillet 2021, le Mirage 2000D no 623 de la force Barkhane s’est écrasé au Mali dans la région d’Hombori. Les deux pilotes ont pu s’éjecter et être récupérés[102].
- Le 3 novembre 2022, le Mirage 2000-5F 2-EJ no 43 de l'escadron de chasse 1/2 Cigognes s'écrase à 5 kilomètres au Nord de la base aérienne 116 de Luxeuil-les-Bains, dans une zone boisée. Le pilote s'est éjecté et est indemne[103],[104].

### Force aérienne grecque
Les accidents suivants ont été enregistrés au sein de la Elleniki Polemikí Aeroporía :
- de 1991 à 2018, la Grèce a perdu une quinzaine de ses Mirage 2000 lors de différents accidents ; on signalera en particulier la collision de deux avions lors d'un combat simulé le 1er septembre 2004 (un Mirage perdu, l'autre endommagé mais ayant pu se poser)[105] ;
- le 13 février 1991, le Mirage 2000 EG no 215 de la 332 MPK est endommagé durant la phase d'approche sur la piste de la base aérienne de Tanagra en raison d'une avarie réacteur ; le lieutenant-colonel A. Tzanavaras s'éjecte. L'appareil sera réparé et remis en service[64] ;
- le 7 octobre 1992, le Mirage 2000 EG no 229 de la 331 MPK s'écrase à la suite d'une collision volatile ; le pilote G. Kormentzas s'éjecte[64] ;
- le 26 novembre 1992, le Mirage 2000 EG no 238 de la 332 MPK et le F-16 C no 137 de la 330 MPK entrent en collision en vol durant un exercice au large de l'île de Skyros ; le pilote du Mirage D. Bratsios s'éjecte, mais celui du F-16, A Bridak, est tué[64] ;
- le 10 octobre 1996, le Mirage 2000 EG no 225 de la 331 MPK s'écrase en mer en raison d'une avarie mécanique au large de l'île d'Andros ; l'aspirant Lakides s'éjecte ; il sera secouru sur son canot de sauvetage[64] ;
- le 28 juillet 1997, le Mirage 2000 EG no 244 de la 332 MPK s'écrase à 25 km au nord de l'île de Skyros ; le pilote est porté disparu[64] ;
- le 30 septembre 1997, le Mirage 2000 EG no 210 de la 332 MPK[64] s'écrase en mer durant une approche à très base altitude au large de l'île de Skyros ; le pilote Dimitrios Stratakias est tué durant l'éjection (bloqué par le pare-brise) ; l'avion a été récupéré après trois jours dans l'eau salée, démonté, traité anti-corrosion puis remonté. Il est remis en service en mars 2003 ;
- le 4 novembre 1998, le Mirage 2000 EG no 223 de la 331 MPK s'écrase près d'Oropos à la suite d'une avarie des systèmes hydraulique et électrique ; le pilote Nikolaos Paroysis s'éjecte mais est tué[64] ;
- le 28 mai 2001, le Mirage 2000 EG no 228 de la 332 MPK est détruit sur la base aérienne de Tanagra lors du décollage : l'éclatement d'un pneu provoque un incendie qui se propage jusqu'à un des réservoirs pendulaires ; le sous-lieutenant Konstantinos Xantzigiannis interrompt le décollage et évacue l'appareil. L'étendue des dégâts fait que l'avion ne sera pas réparé ; ce dernier sert de stock pour pièces de rechange[64] ;
- le 27 novembre 2003, le Mirage 2000 BG no 203 de la 331 MPK s'écrase en mer à l'ouest de Chios après une avarie réacteur ; le commandant Kiriakos Dimitrakoulas et le lieutenant Ioannes Xatzoudis s'éjectent[63] ;
- le 1er septembre 2004, le Mirage 2000 EG no 224 de la 332 MPK s'écrase en mer à 20 milles nautiques au nord de Skyros après une collision avec le Mirage 2000 EG no 236 lors d'un entraînement au combat ; le pilote s'éjecte. Le Mirage 2000 EG no 236 parvient à se poser puis sera réparé ; il deviendra le Mirage 2000-5 EG no 536[63] ;
- le 14 avril 2006, le Mirage 2000 EG no 241 de la 331 MPK s'écrase sur le Mont Ptoon à 20 milles nautiques au nord de la base aérienne de Tanagra durant une tentative de retour à la base après un problème technique au décollage, le capitaine Panteleimon Gelis est tué[63] ;
- le 27 février 2007, le Mirage 2000 EG no 222 de la 332 MPK percute une montagne à proximité du golfe d'Eubée peu après le décollage ; le lieutenant Vasilios Doukas s'éjecte[63] ;
- le 9 juin 2011, le Mirage 2000 BG no 204 de la 332 MPK s'écrase au sud de l'île de Samos après une perte de puissance du réacteur au cours d'un vol à basse altitude ; le capitaine Michael Kourtis et le sous-lieutenant Michael Mitsiou s'éjectent[63] ;
- le 29 mai 2017, le Mirage 2000 EG no 239 de la 332 MPK s'écrase à 15 milles nautiques au sud des îles Sporades au cours d'un exercice avec un autre mirage 2000 ; le pilote s'éjecte[63];
- le 12 avril 2018, le Mirage 2000-5 no 546 de la 331 MPK s'écrase au nord-est de l'île de Skyros, de retour d'une mission d'interception d'appareils turcs qui avaient violé l'espace aérien grec. L'appareil volait en basse altitude, dans des conditions de visibilité dégradée par un vent de sable venu du Sahara ; le capitaine Giorgios Baltadoros est tué.

### Force aérienne indienne
Les accidents suivants ont été enregistrés au sein de la Force aérienne indienne (IAF) :
- le 24 avril 1987, un Mirage 2000H du Squadron no 7 s'écrase ; le Flight Lieutenant Anil Ganpatrao Ghatge décède dans l'accident ;
- le 15 septembre 1987, un Mirage 2000H s'écrase sur la piste de la base de Gwalior ; le Squadron Leader Gill s'éjecte ;
- le 8 octobre 1989, le Mirage 2000H no KF-102 du Squadron no 7 s'écrase sur la base de Dehli-Palam lors d'une démonstration de voltige, pendant le défilé annuel de l'IAF ; le Wing Commander Ramesh « Joe » Bakshi et deux personnes au sol sont tués[106],[64] ;
- le 27 janvier 1994, un Mirage 2000H s'écrase à proximité l'aéroport de Mahaharajpur peu de temps après le décollage, à la suite d'une collision avec un vautour africain à 170 mètres d'altitude ; le Flight lieutenant S.Kumar s'éjecte[64] ;
- le 23 septembre 2004, un Mirage 2000H s'écrase dans la région du Singpur, entre Bhopal and Gwalior ; l'avion a perdu l'une des roues du train avant peu après le décollage ; le Squadron Leader Harser Singh Gill reçoit l'ordre de s'éjecter[64] ;
- le 4 octobre 2004, un Mirage 2000H se pose sur le ventre, train rentré, sur la piste de l'aéroport de l'Île Maurice, après une participation à un show aérien à Port-Louis ; l'appareil faisait partie d'un groupe de six Mirage 2000 de retour d'un exercice commun à la force aérienne d'Afrique du Sud ; le pilote quitte l'avion indemne ; ce dernier sera réparé puis remis en service ;
- le 12 octobre 2004, le Mirage 2000TH no KT-207 s'écrase à 4 km de la base de Gwalior juste après le décollage, à la suite d'une avarie réacteur ; le Wing Commander N.S. Venkateshvar et le Flight Lieutenant Rangachari tentent de ramener l'appareil mais doivent s'éjecter. L'avion était engagé dans un exercice commun avec des appareils de la Singaporean Air force ;
- le 9 novembre 2004, un Mirage 2000H s'écrase à 50 km au nord-est de Gwalior, lors d'un vol d'entraînement de nuit, à la suite d'un feu réacteur ; le Flight Lieutenant Neehar Gururani meurt dans l'accident, qui est alors le quatrième impliquant un Mirage 2000 à survenir cette année[107] ;
- le 24 janvier 2007, un Mirage 2000H s'écrase près de Morena, dans la région du Madhya Pradesh, après avoir décollé de Mahaharajpur ; l'avion effectuait un vol d'entraînement de nuit ; le Squadron Leader Manish Mani Tripathi décède dans l'accident ;
- le 24 février 2012, le Mirage 2000TH no KT-203 s'écrase près du village de Gorelalkapura, à 100 km de Gwalior, 5 minutes après le décollage alors qu'il est en phase d'ascension, à la suite d'une avarie réacteur ; l'Air Marshal Anil Chopra et le Wing Commander Ram Kumar s'éjectent[108] ;
- le 5 mars 2012, onze jours après le précédent, le Mirage 2000TH no KT-210 s'écrase peu après le décollage près de Sawai Madhopur, dans la région du Rajasthan ; le Squadron Leader Raj Kumar et le Flight Lieutenant Kanav s'éjectent[109] ; à la suite de ce nouvel accident, les Mirage 2000 indiens sont temporairement interdits de vol pour vérifications, et ne reprennent leurs vols qu'à la fin du mois d'avril 2012[110] ;
- le 1er février 2019, un Mirage 2000TI s'écrase au décollage depuis la piste de l'usine HAL de Bangalore ; l'avion effectuait son second vol à l'issue de sa modernisation au standard TI ; les Squadron Leader Siddartha Negi et Samir Abrol s'éjectent mais par manque d'altitude retombent dans le brasier, et décèdent à l'hôpital[111].

### Force aérienne de Taïwan
- le 10 octobre 1999, le Mirage 2000-5DI no 2053 s'abîme dans le détroit de Taïwan à la suite d'une avarie réacteur, conséquence d'une absorption volatile. Les deux occupants s'éjectent et sont récupérés blessés ; ils seront hospitalisés ;
- le 14 décembre 1999, le Mirage 2000-5EI no 2036 s'abîme en mer, à 55 km au large du canton de Su'ao. Le contact radio est perdu. Le commandant Jiang Jin-Liang est porté disparu ;
- le 14 novembre 2001, le Mirage 2000-5DI no 2058 s'abîme en mer au cours d'une mission d'entraînement, 40 km au large de Hsinchu : l'équipage signale une avarie réacteur 20 minutes après le décollage puis s'éjecte ; le lieutenant-colonel Chang Chien-Hsiang est récupéré par les secours mais décède des suites d'une hypothermie ; le sous-lieutenant Liu Hao-Fan est porté disparu. Taïwan a temporairement interdit de vol ses Mirage 2000, pour inspection par des ingénieurs français ;
- en novembre 2002, le Mirage 2000-5DI no 2057 prend feu au sol. Les deux aviateurs sont saufs. L'avion est réparé et remis en service ;
- le 3 octobre 2012, un pilote taïwanais se tue en France lors de sa formation ; Taïwan a temporairement interdit de vol ses Mirage 2000, pour protestation et demande d'explications ;
- le 20 mai 2013, le Mirage 2000-5DI no 2052 s'écrase au large de Hsinchu ; le lieutenant-colonel Liu Yuan-Hsiang et le sous-lieutenant Cheng Yu-Teng s'éjectent ;
- le 7 novembre 2017, le Mirage 2000-5EI no 2040 s'abîme en mer, à 167 km au nord-nord-ouest de Keelung, 34 minutes après avoir décollé. La raison de la disparition est toujours inconnue, le capitaine Ho Tzu-Yu[112] et son avion n'ont toujours pas été retrouvés[113].

### Force aérienne du Pérou
- Le 11 avril 2024, un Dassault Mirage 2000P de la Force aérienne du Pérou provenant de la base aérienne La Joya située sur le Mariano Melgar Airport (en) s'écrase sur la pente ouest du volcan Pichu Pichu (Arequipa) lors d'un vol d'entrainement à basse altitude. Le pilote, le major Ramiro Rondón, est tué[114].

### Force aérienne ukrainienne
- Le 22 juillet 2025, un Mirage 2000-5 s'écrase avant minuit suite à un incident technique dans l’oblast de Volhynie, le pilote s'est éjecté[115].

## Marquages et unités françaises

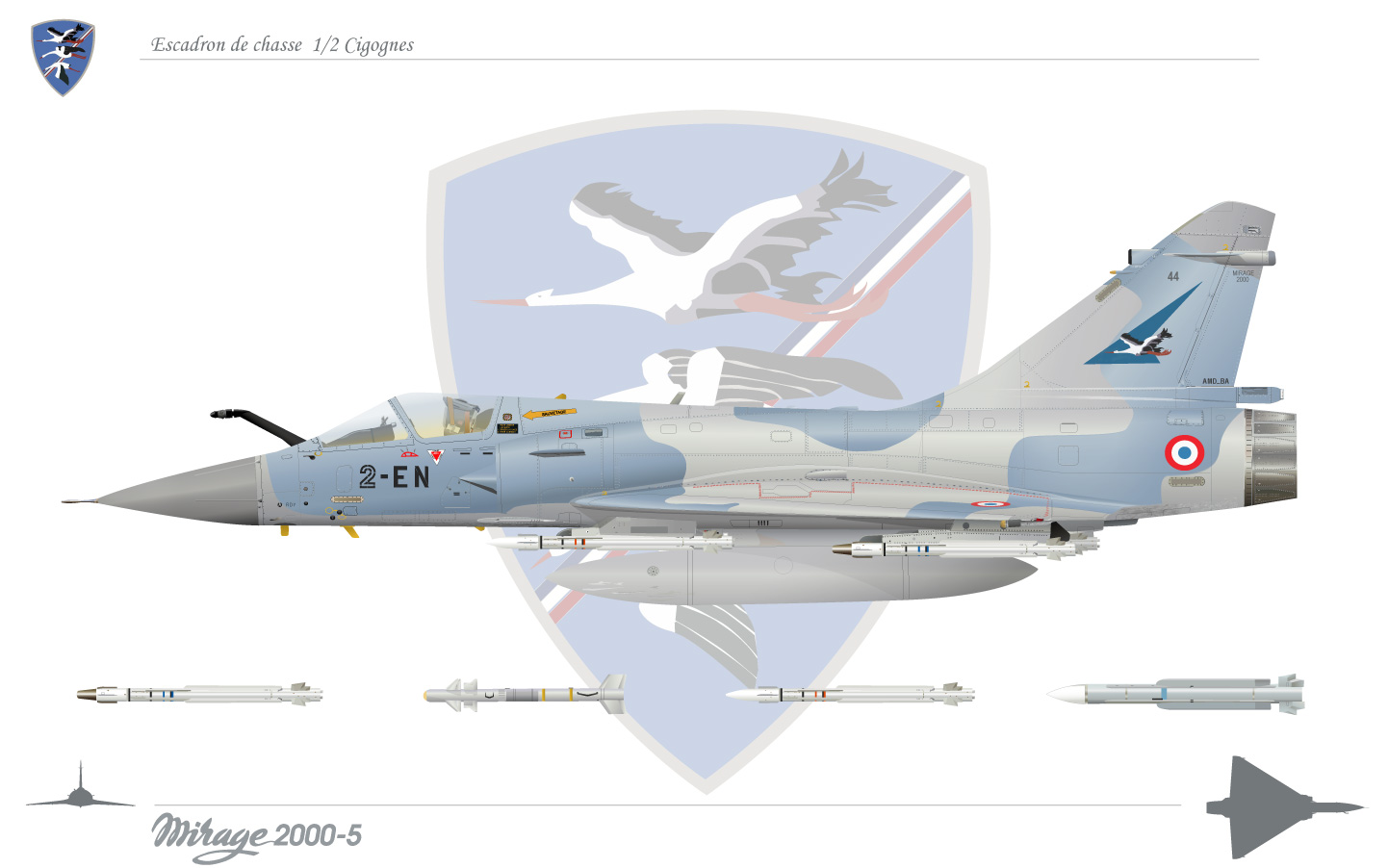
Mirage 2000 escadron 1/2 Cigognes.
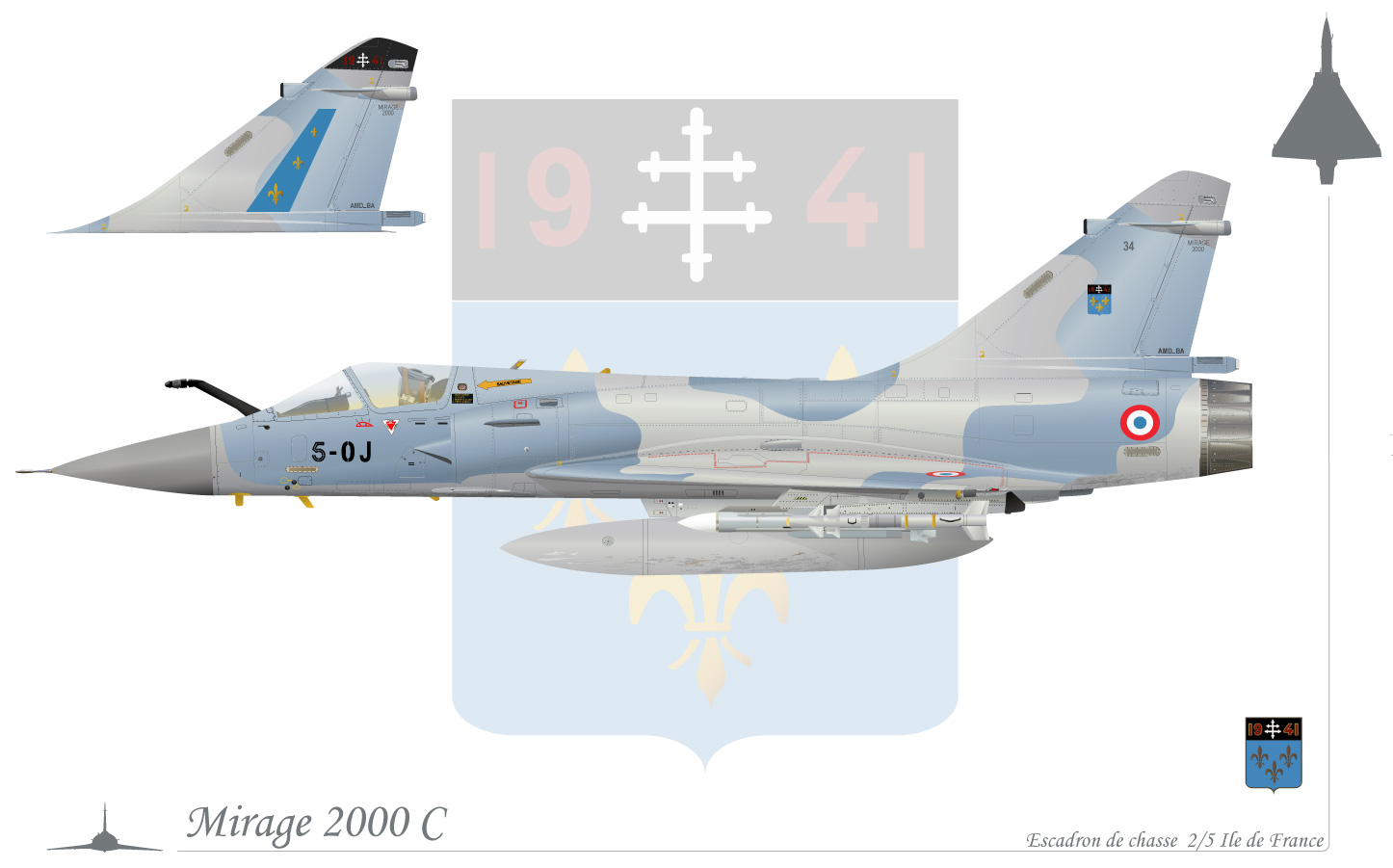
Mirage 2000C escadron 2/5 Île-de-France.
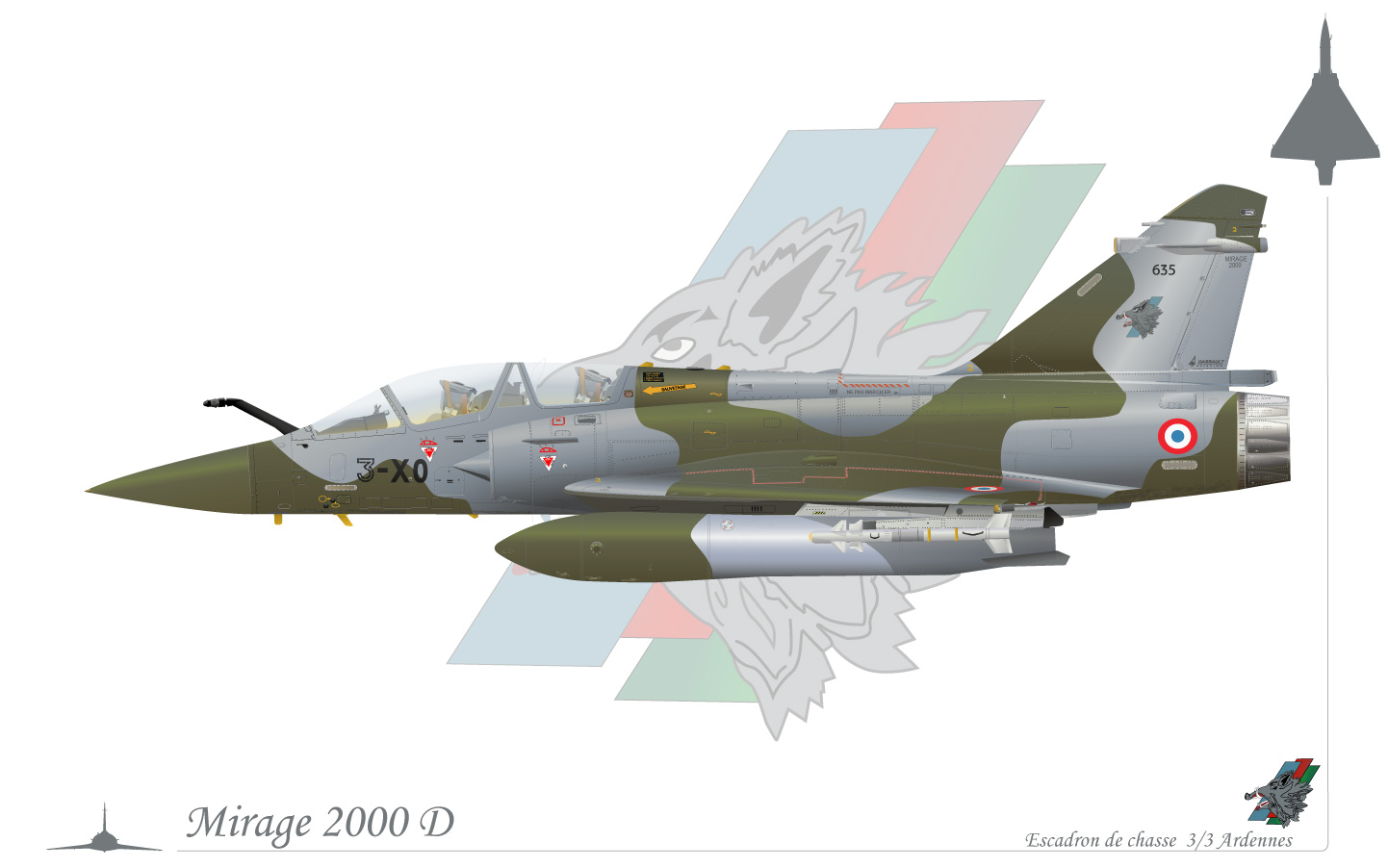
Mirage 2000D escadron 3/3 Ardennes.
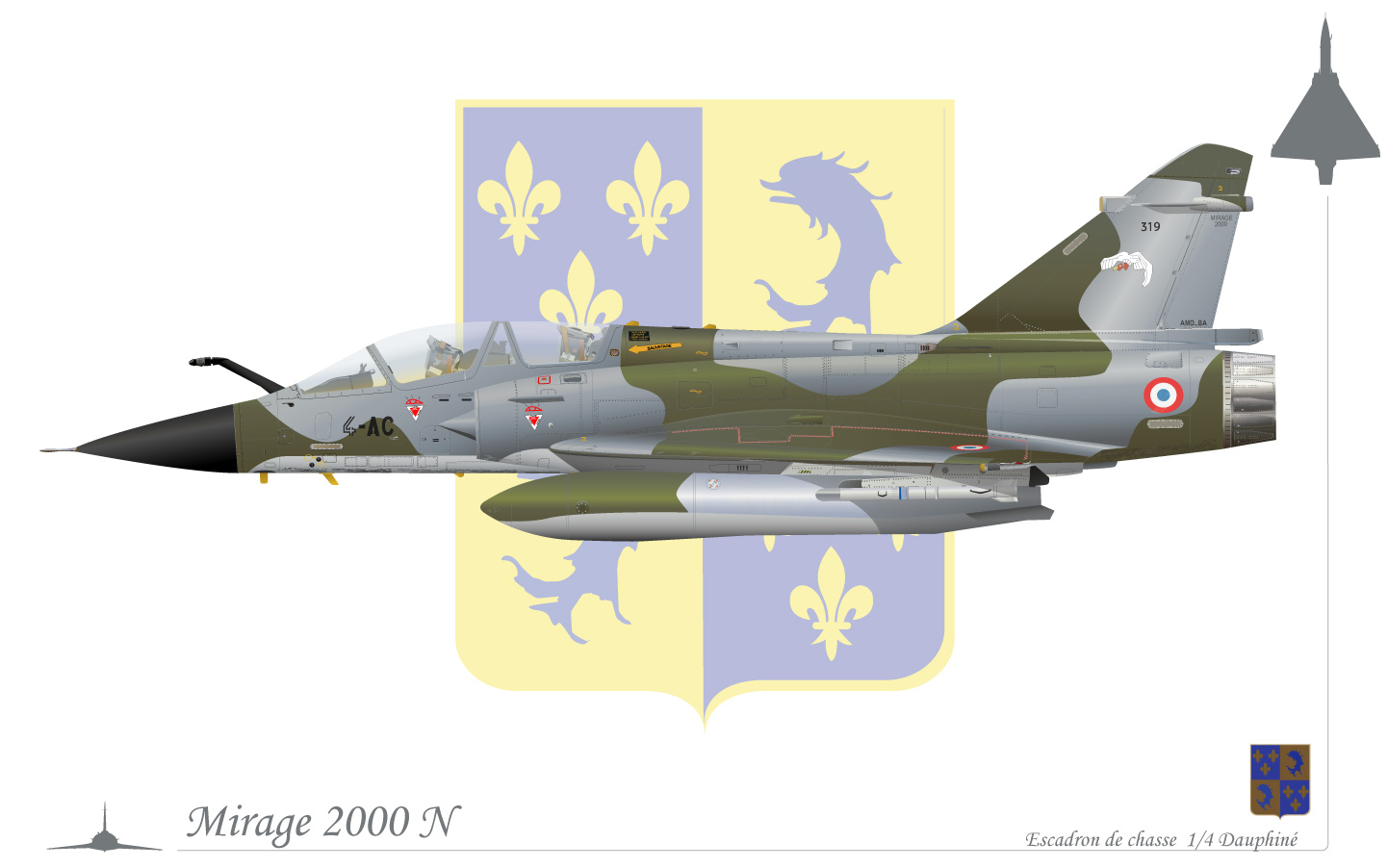
Mirage 2000N escadron 1/4 Dauphiné.
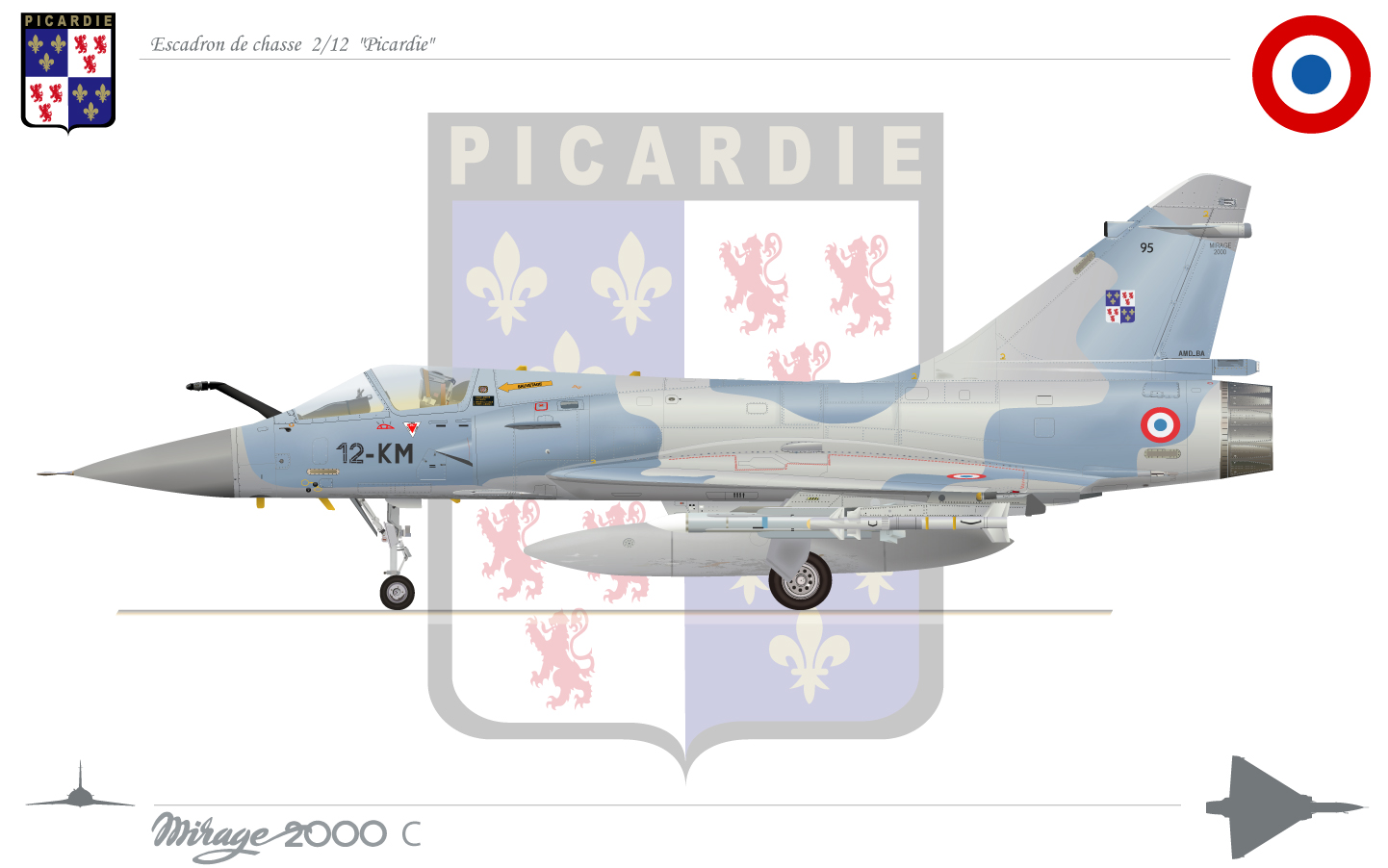
Mirage 2000C RDI escadron 2/12 Picardie.
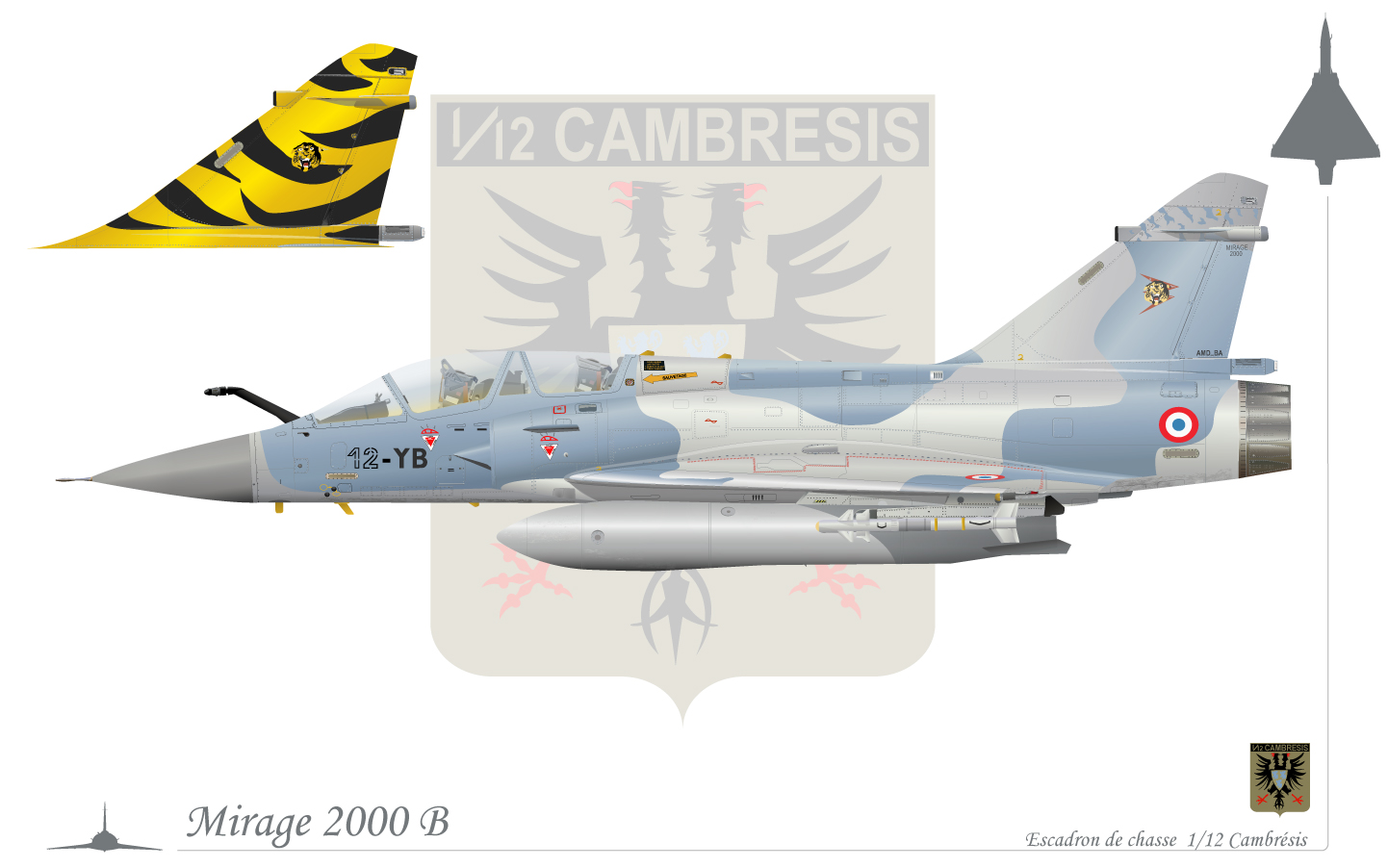
Mirage 2000B escadron 1/12 Cambresis.
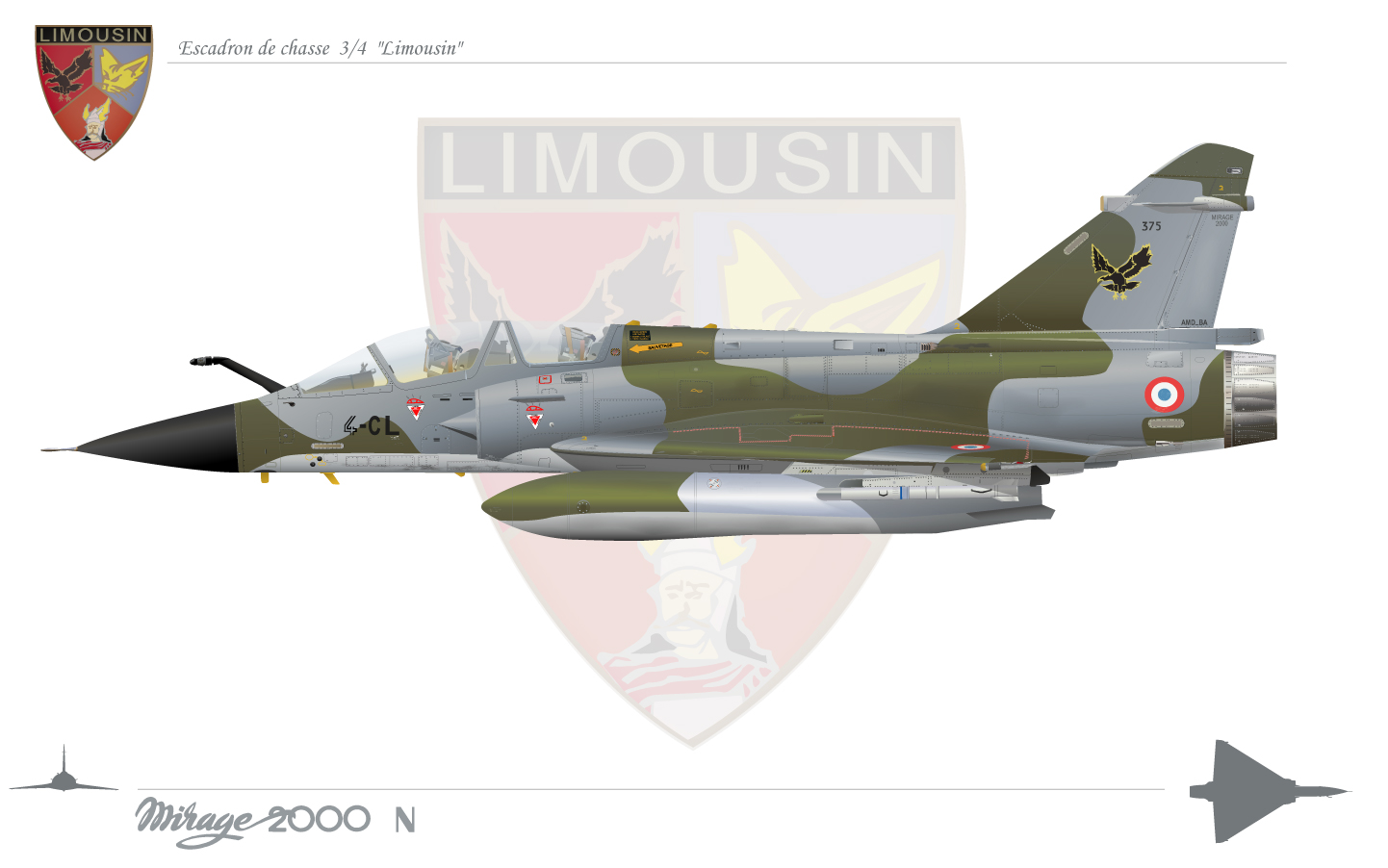
Mirage 2000N escadron 3/4 Limousin.
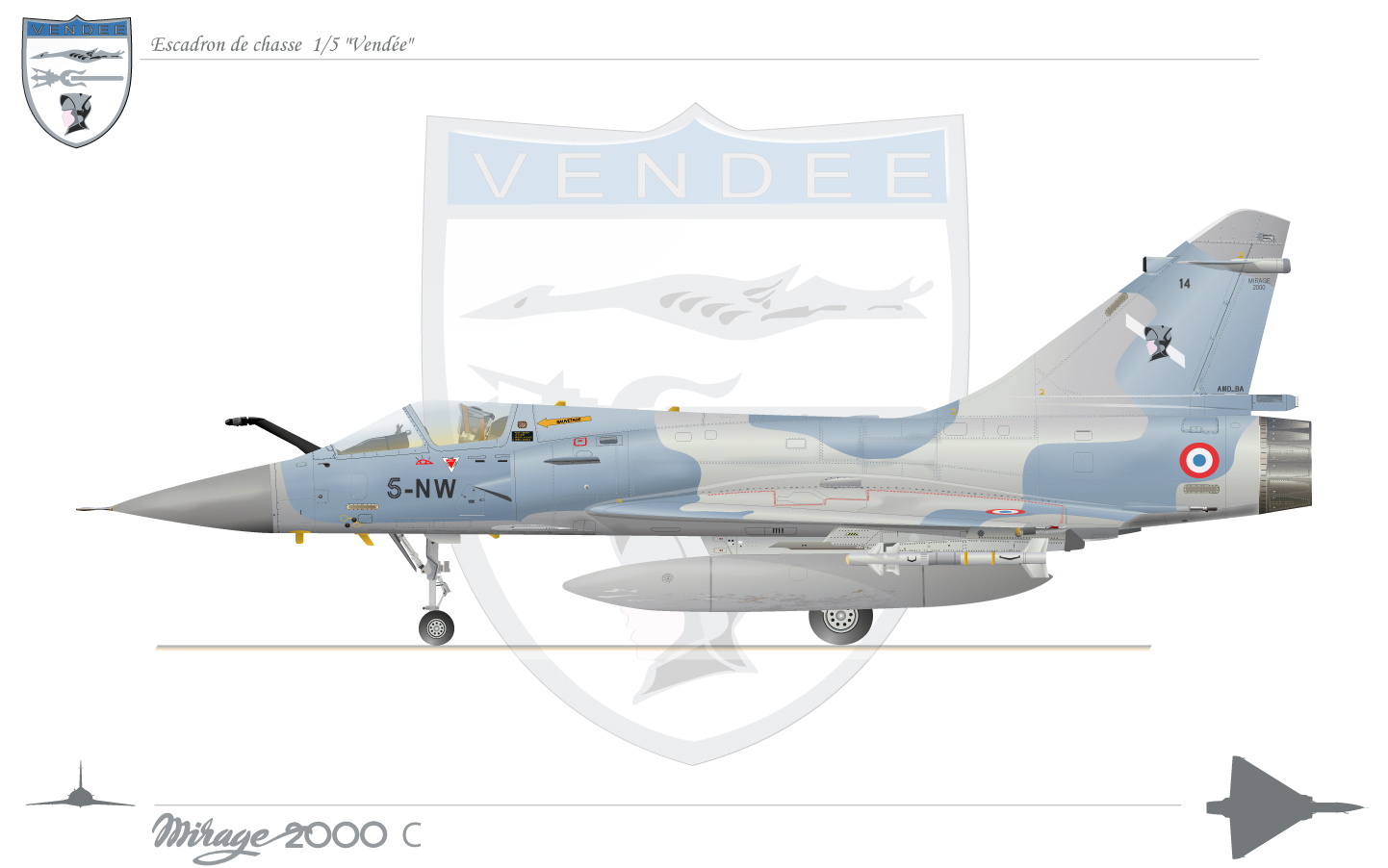
Mirage 2000C escadron 1/5 Vendée.

Les Mirage 2000C RDI ont équipé les unités françaises suivantes, :
| Unité                   | Début                         | Fin            |
| ----------------------- | ----------------------------- | -------------- |
| EC 5/330 Côte d'Argent  | septembre 1987                | (inconnue)     |
| EC 1/5 Vendée           | Premiers avions juillet 1988  | 29 juin 2007   |
| EC 2/5 Ile de France    | Premiers avions début 1989    | 23 juin 2022   |
| EC 3/5 Comtat Venaissin | Opérationnel fin 1990         | 31 août 1997   |
| EC 1/12 Cambrésis       | Opérationnel en avril 1992    | 30 mars 2012   |
| EC 2/2 Côte d'Or        | 1998                          | 1999           |
| EC 2/12 Picardie        | Premiers avions en sept. 1992 | 7 juillet 2009 |
| EC 4/33 Vexin           | Juillet 2001                  | 2008           |
| EC 3/11 Corse           | 3 novembre 2008               | fin 2011       |

## Dans la culture populaire
Le Mirage 2000 est mis en scène dans les jeux vidéo et autres simulateurs suivants :
- ARMA II (add-on)
- ARMA III (add-on)
- ARMA: Armed Assault (add-on)
- Ace Combat 6: Fires of Liberation
- Ace Combat: Assault Horizon
- Ace Combat: The Belkan War
- Ace Combat: Squadron Leader
- Ace Combat X: Skies of Deception
- Ace Combat 7: Skies Unknown
- Digital Combat Simulator (Add-on)
- Flight Simulator X (add-on)
- Lock On
- Falcon 4.0
- Operation Flashpoint (Add-Ons)
- Tom Clancy's H.A.W.X
- Wargame: AirLand Battle
- X-Plane (add-on)
- War Thunder

Actuellement la réplique la plus fidèle du Mirage 2000 est disponible sur le simulateur DCS World avec la version 2000-C réalisée par RAZBAM.
Le mirage 2000 apparait :
- dans le film Les Chevaliers du ciel, réalisé par Gérard Pirès, sorti en 2005 (Mirage 2000C et D)
- dans la série Les nouveaux chevaliers du ciel, réalisé par Patrick Jamain en 1988.

### Développement lié
- Mirage 4000

### Aéronefs comparables
- General Dynamics F-16 Falcon
- McDonnell Douglas F/A-18 Hornet
- Mikoyan-Gourevitch MiG-29 Fulcrum
- Mitsubishi F-2
- JF-17 Thunder

### Ordre de désignation
- Mirage III - Mirage IV - Mirage 5 - Mirage F1 - Mirage G/G4/G8 - Mirage 2000 - Mirage 4000